# Lista gatunków z rodzaju starzec
Lista gatunków z rodzaju starzec (Senecio L.) – lista gatunków rodzaju roślin należącego do rodziny astrowatych (Compositae). Według Plants of the World online w obrębie tego rodzaju znajduje się 1455 zweryfikowanych gatunków. Duża część gatunków tradycyjnie tu zaliczanych wyodrębniana jest w osobne rodzaje Jacobaea i Tephroseris. 
Wykaz gatunków
- Senecio abbreviatus S.Moore
- Senecio abruptus Thunb.
- Senecio acarinus Cabrera
- Senecio acetosifolius Baker
- Senecio achalensis Cabrera
- Senecio achilleifolius DC.
- Senecio actinoleucus F.Muell.
- Senecio actinotus Hand.-Mazz.
- Senecio acutifolius DC.
- Senecio acutipinnus Hand.-Mazz.
- Senecio adamantinus Bang.

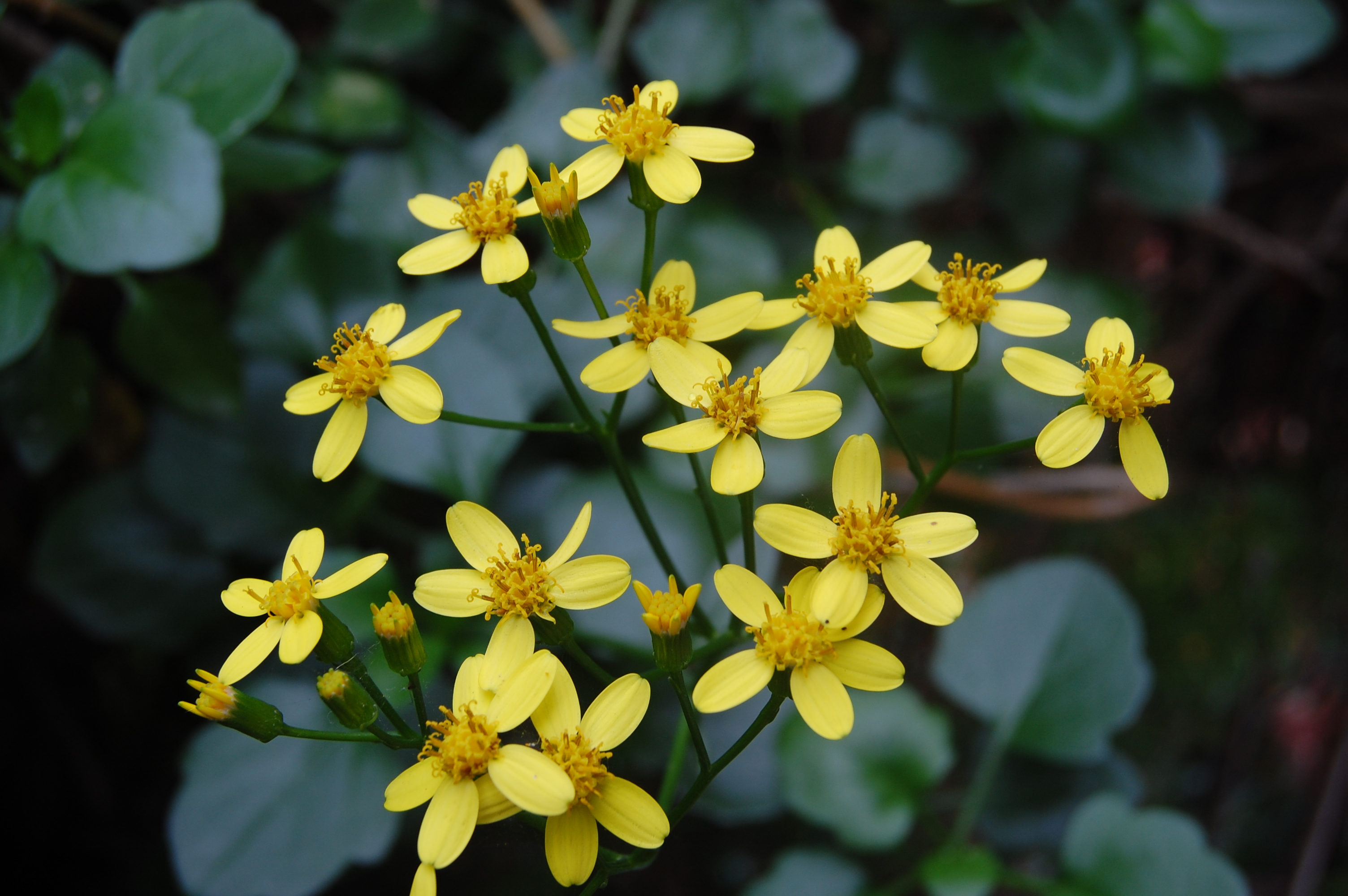
Senecio angulatus

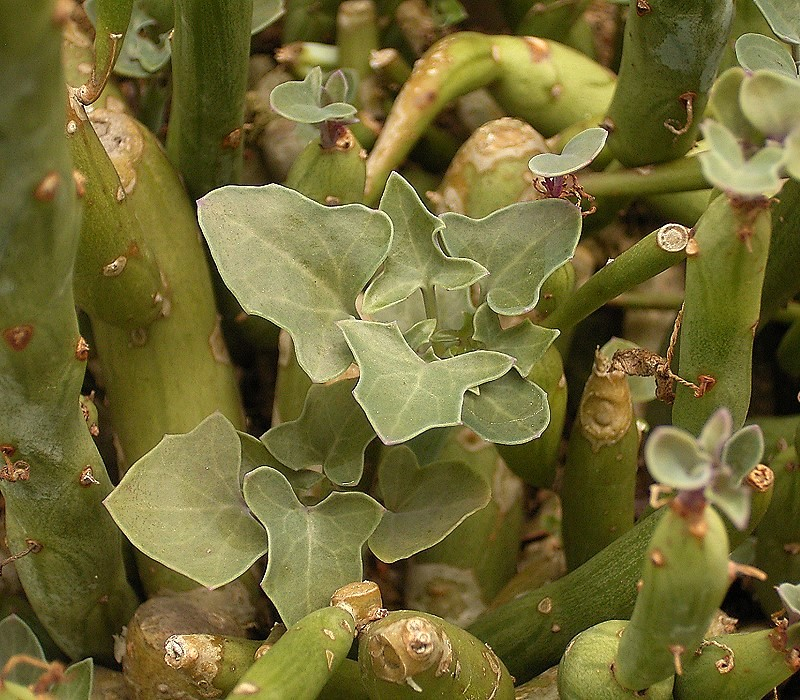
Senecio articulatus

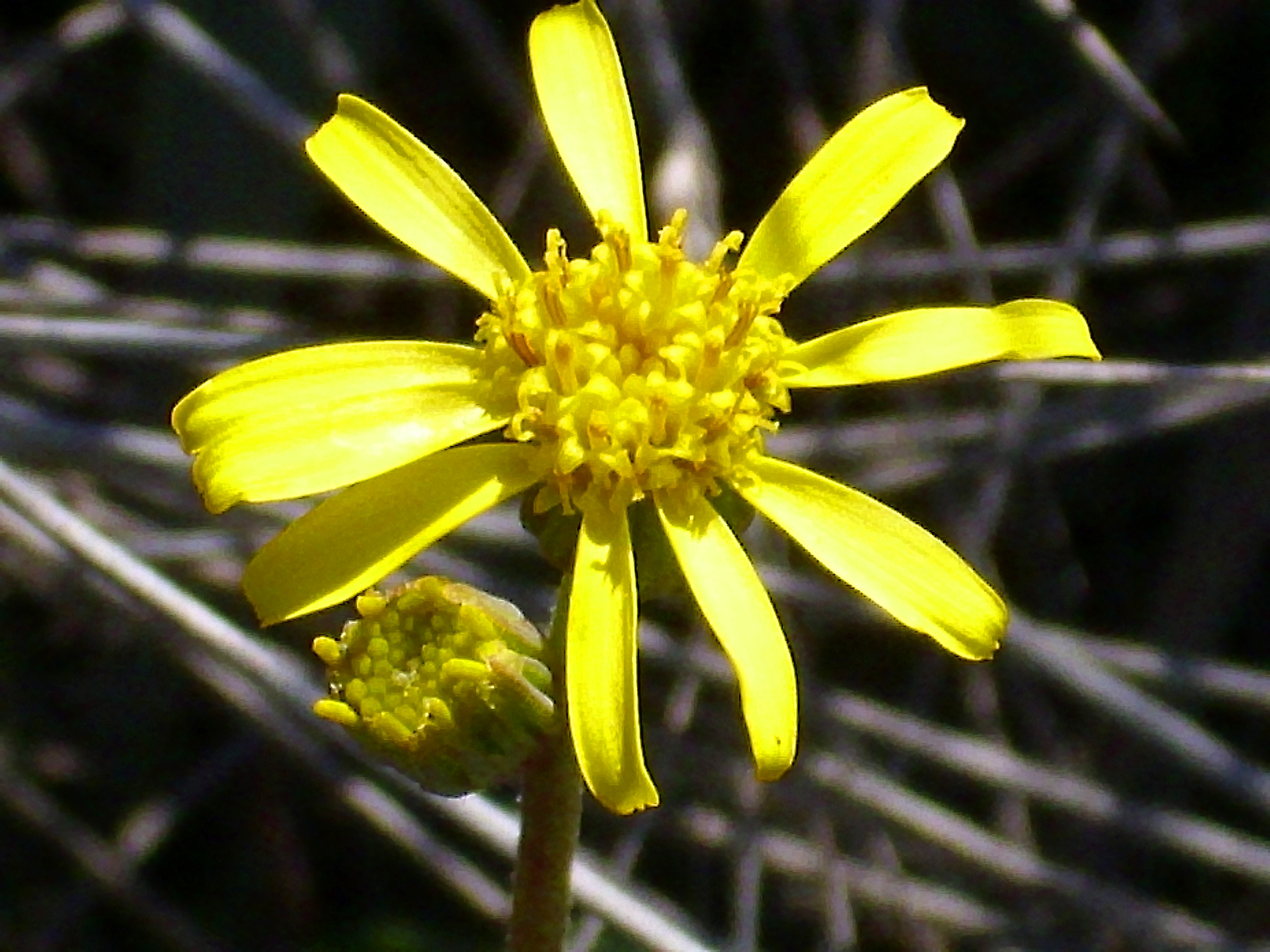
Senecio auricola

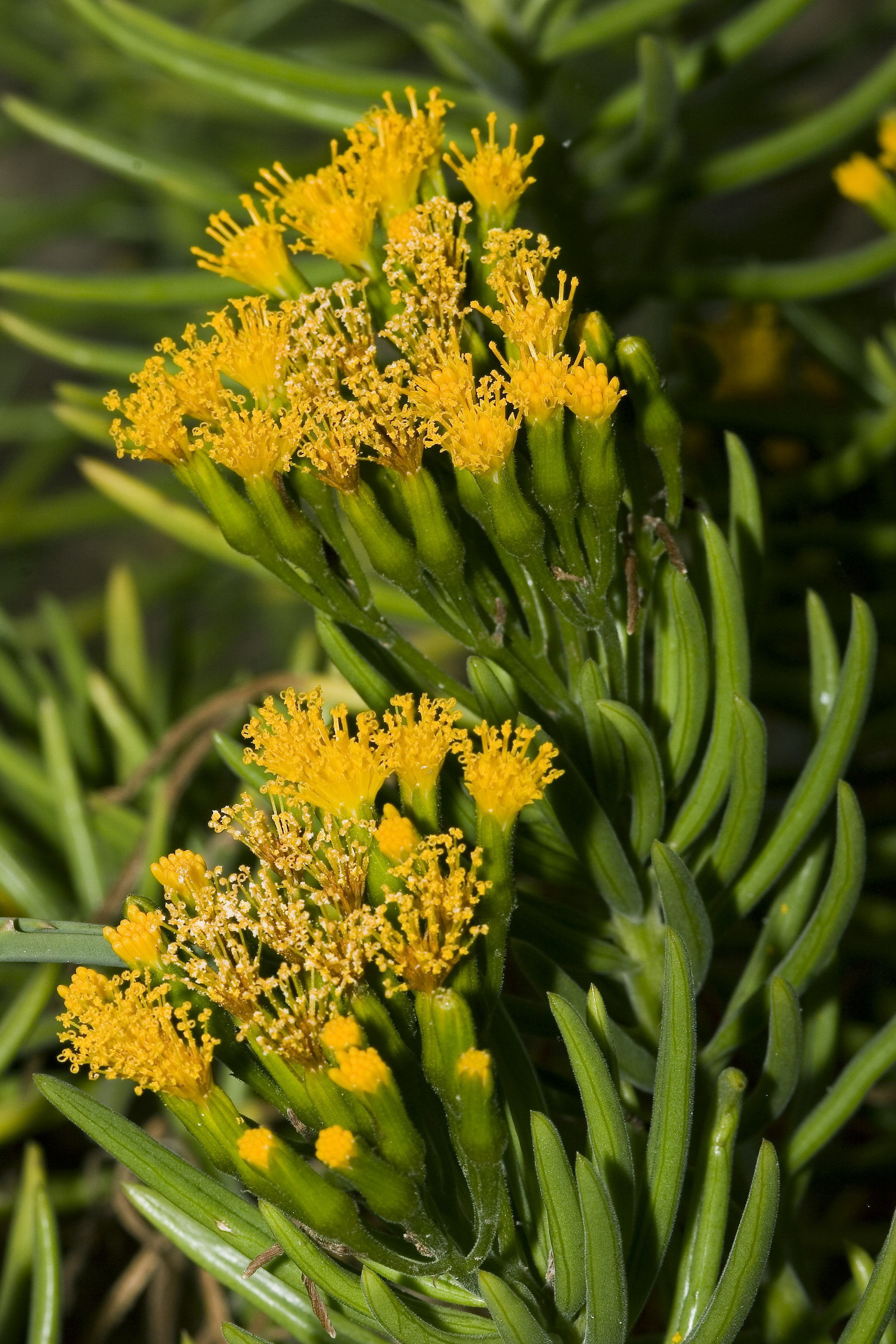
Senecio barbertonicus

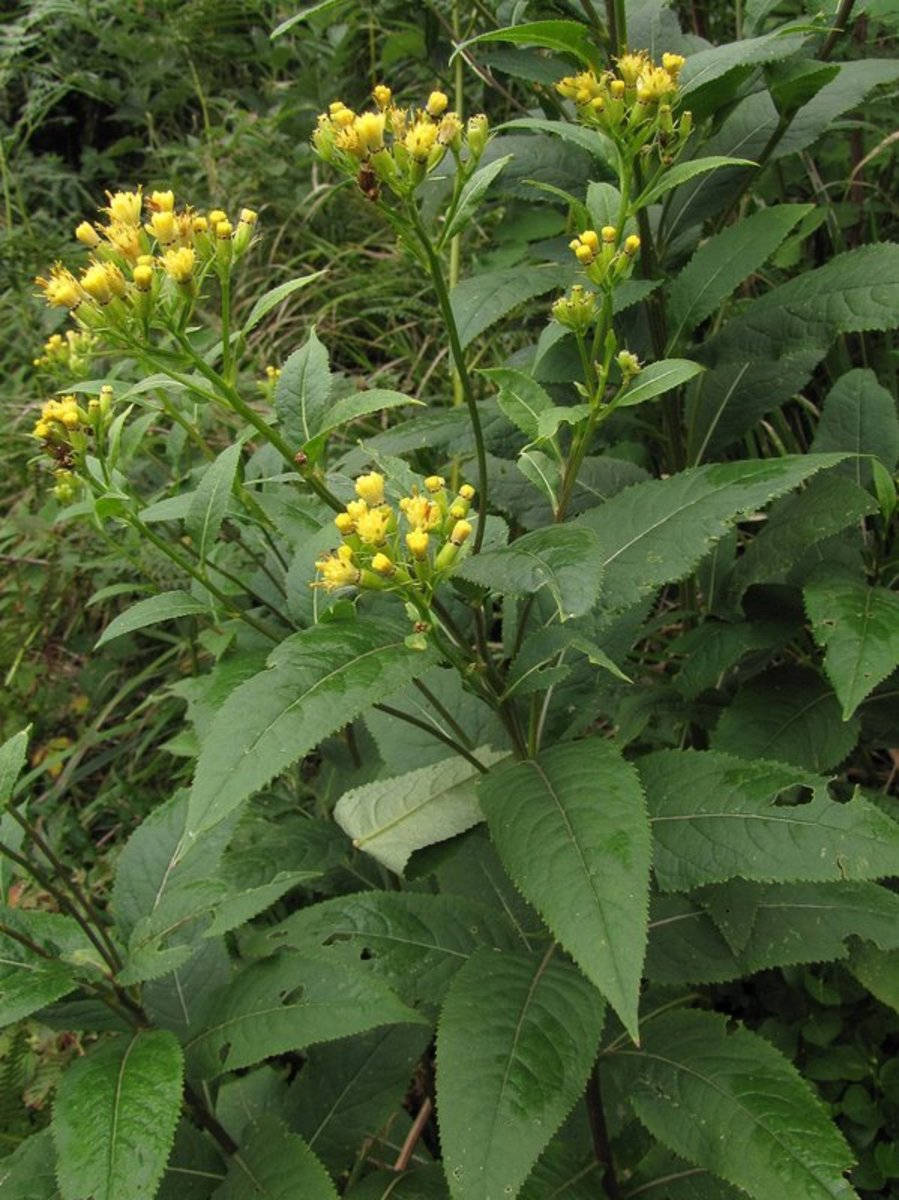
Senecio cacaliaster

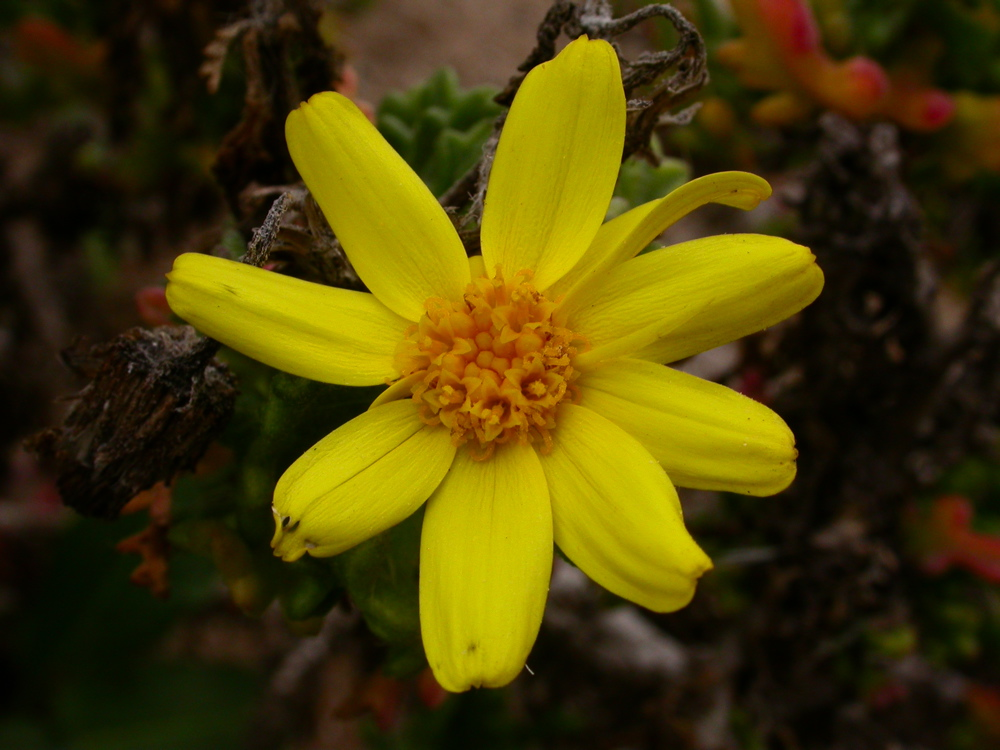
Senecio cerberoanus

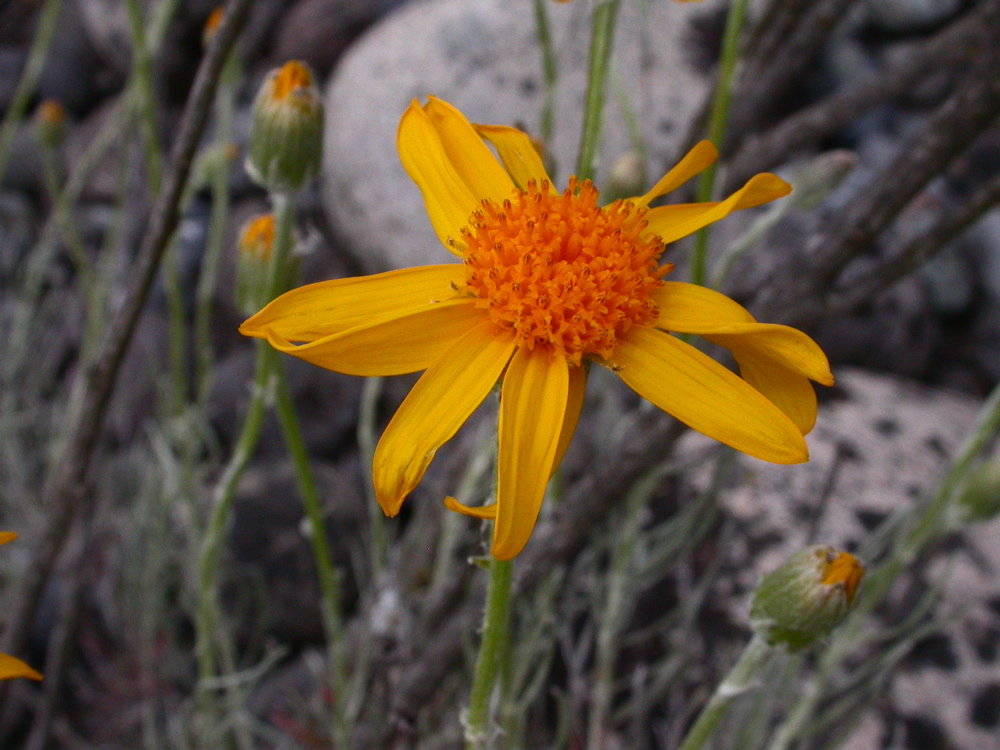
Senecio chilensis

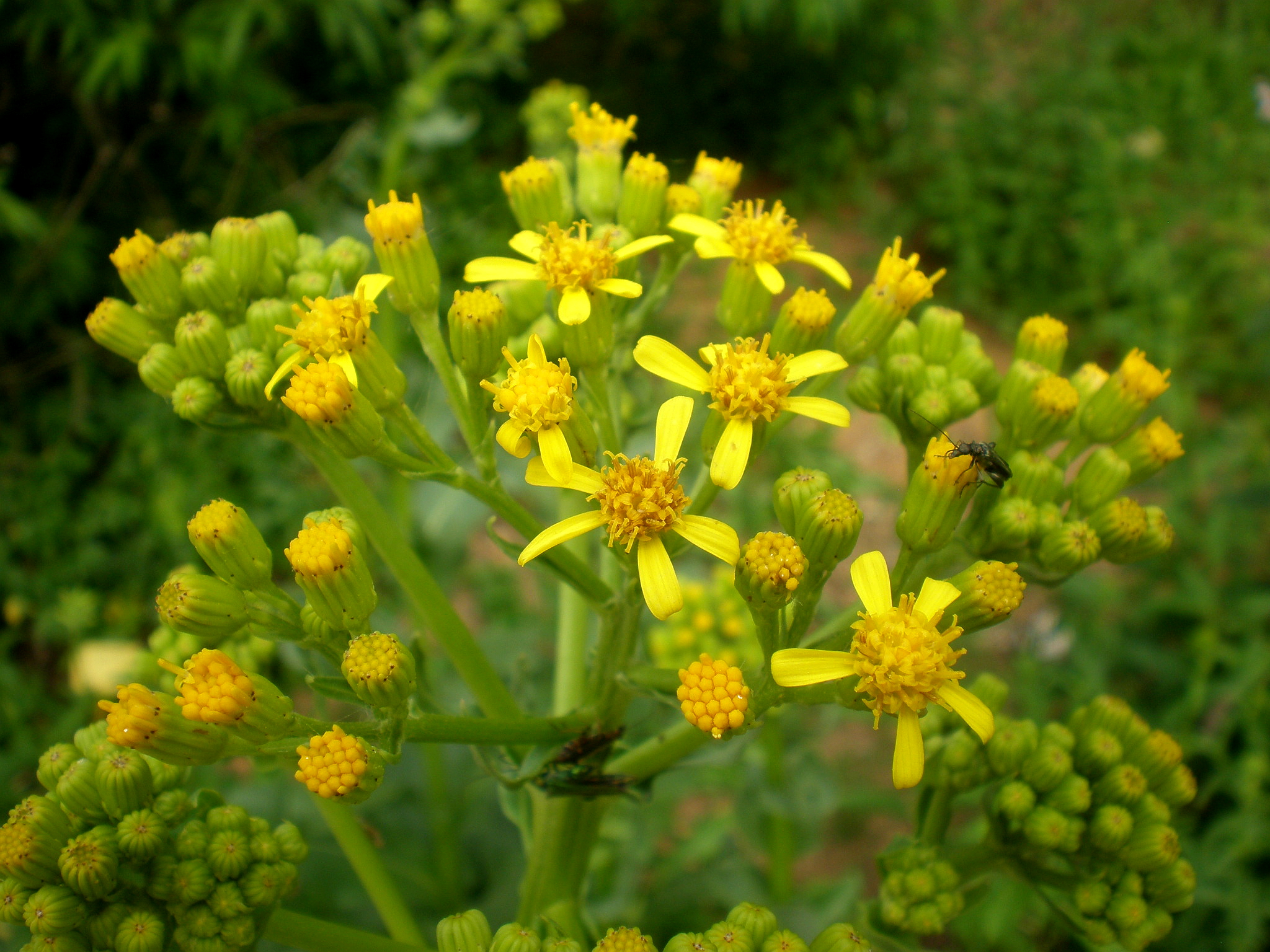
Senecio doria

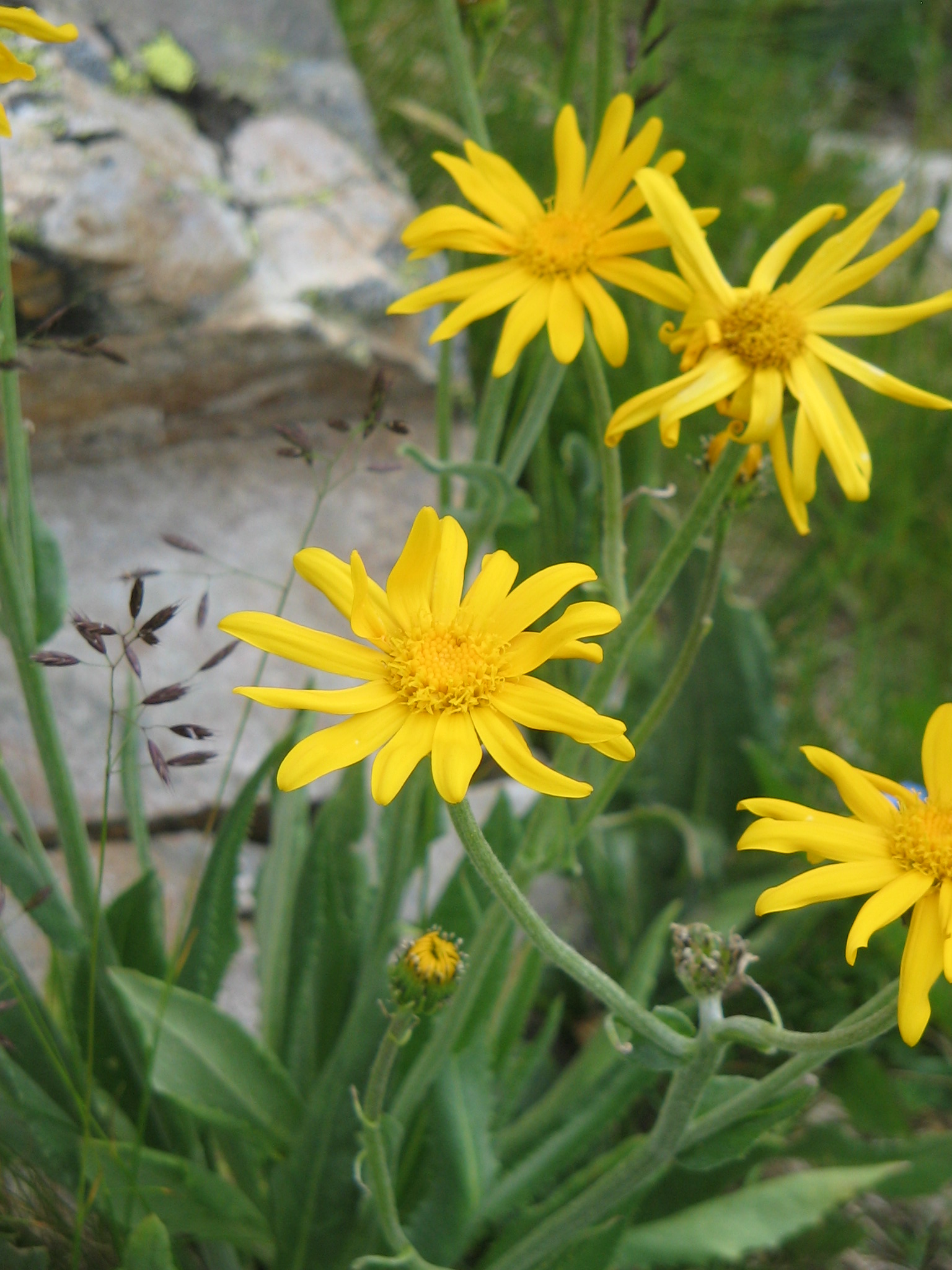
Senecio doronicum

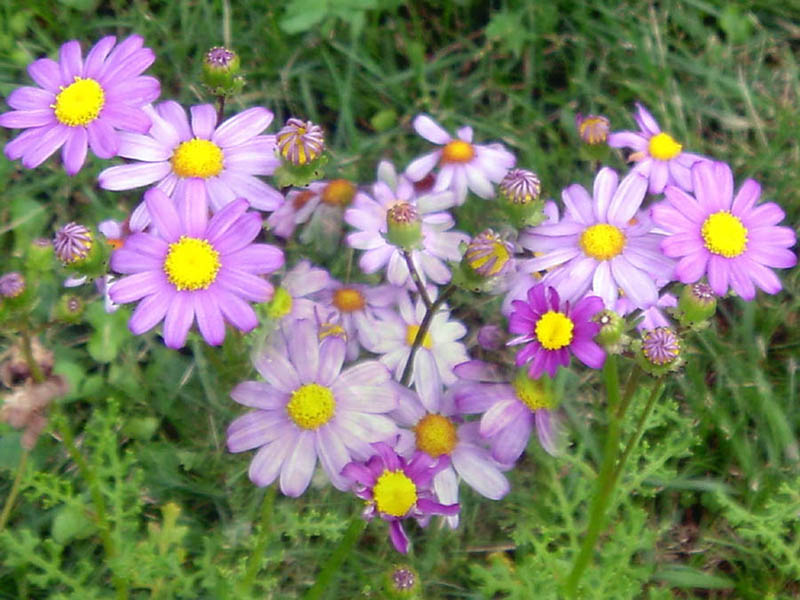
Senecio elegans

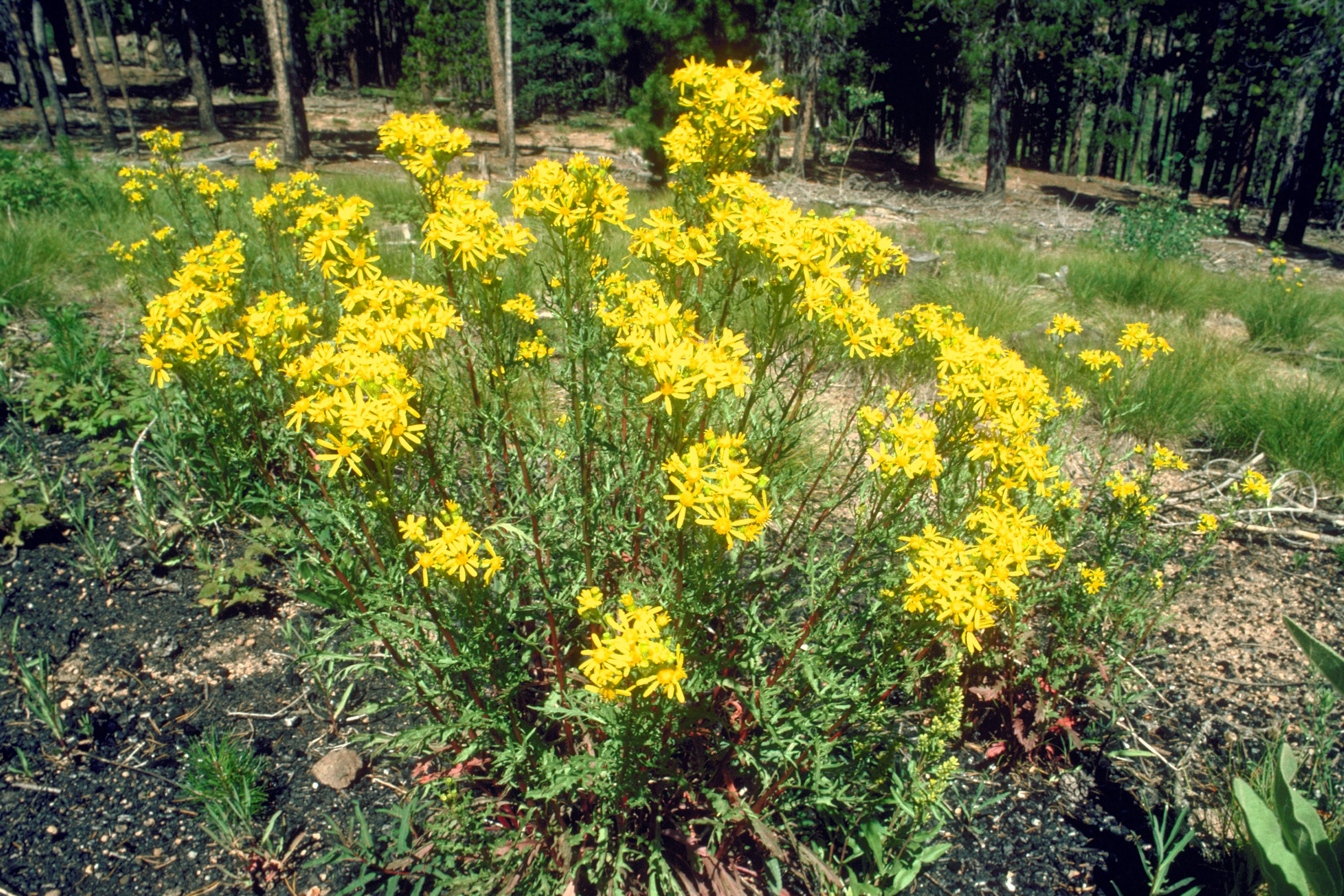
Senecio eremophilus

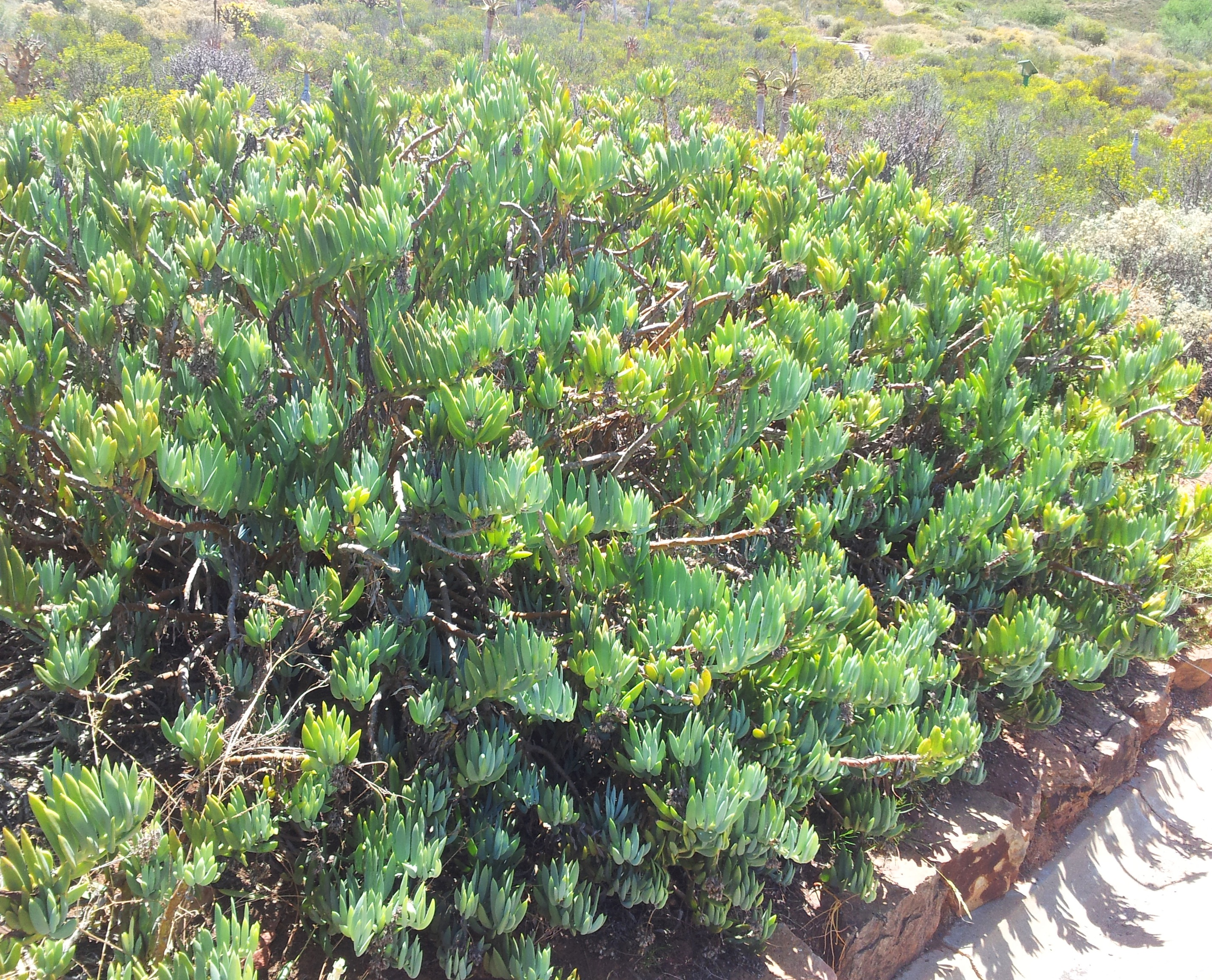
Senecio ficoides

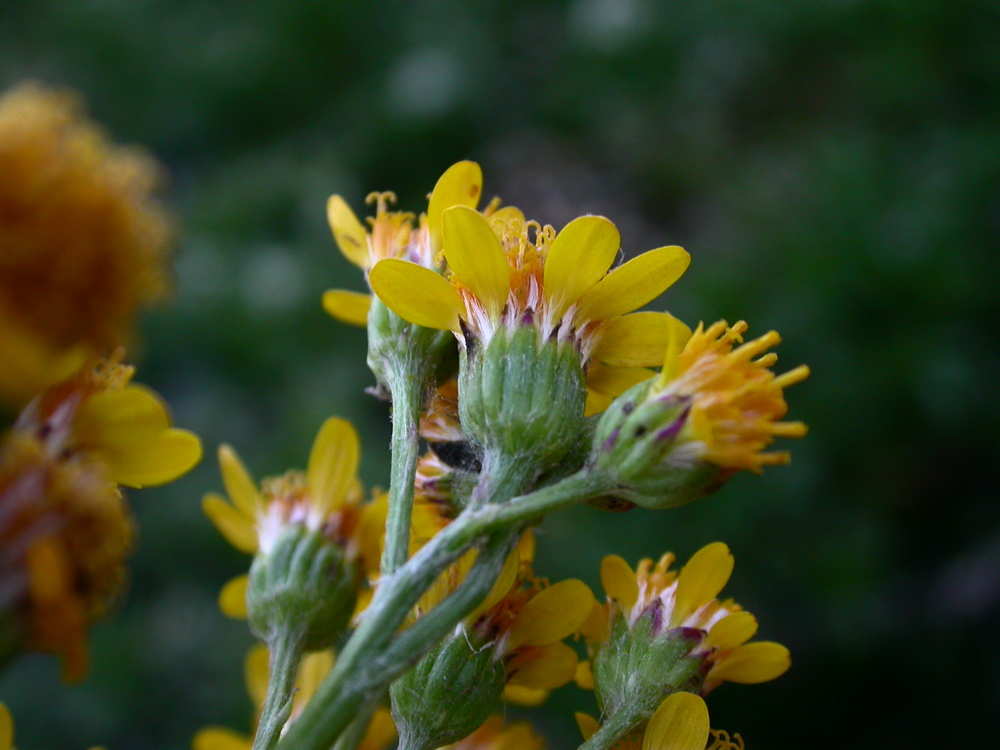
Senecio fistulosus

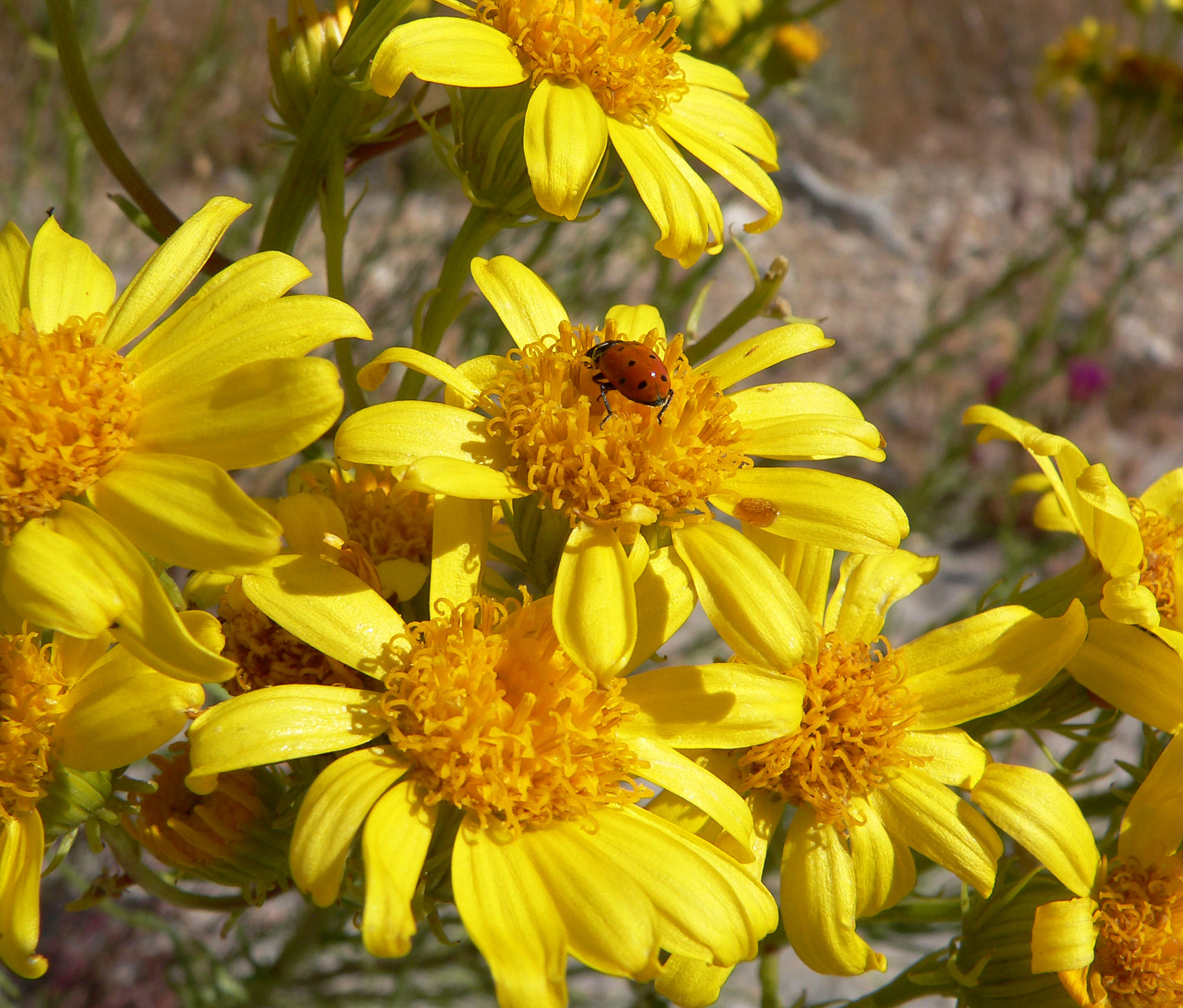
Senecio flaccidus

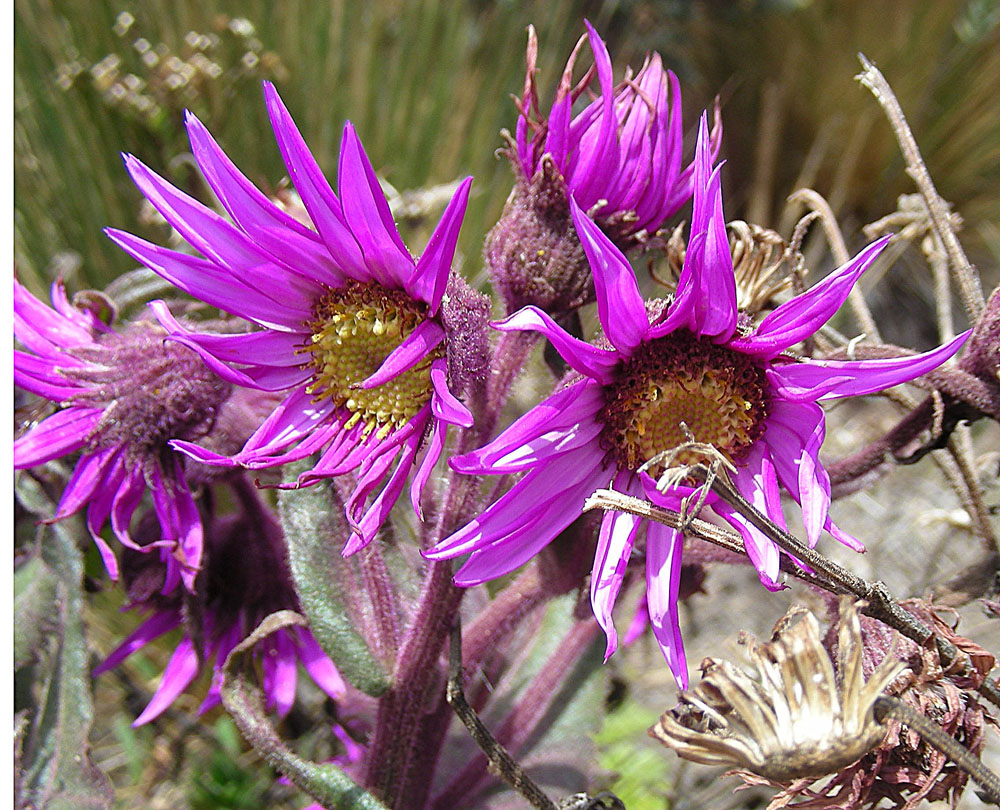
Senecio formosoides

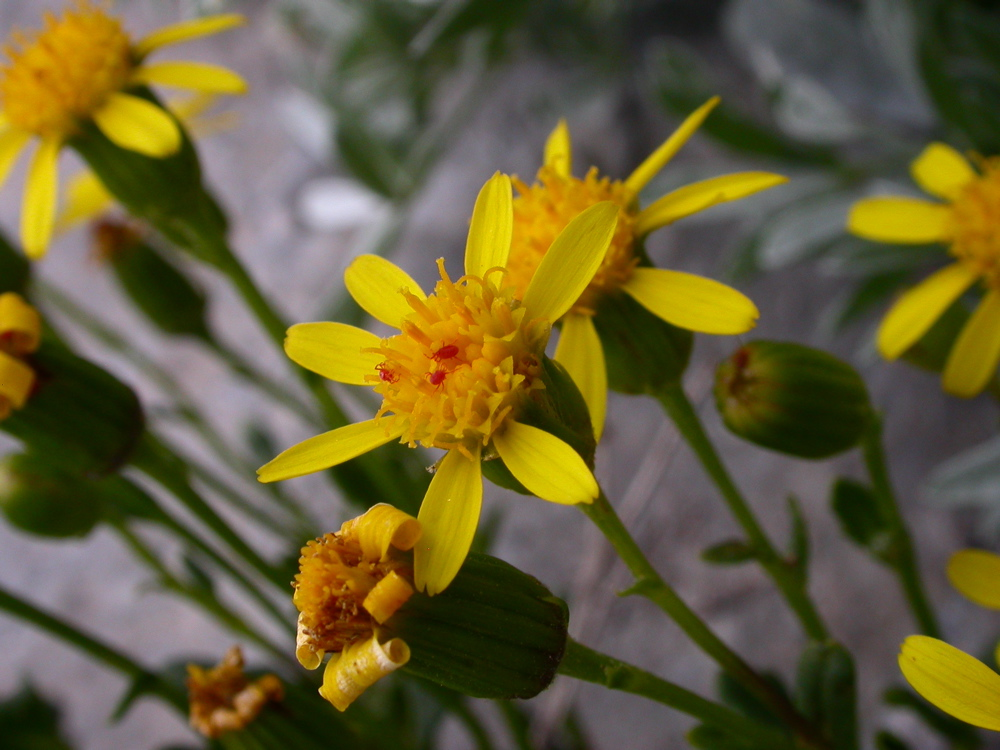
Senecio fremontii

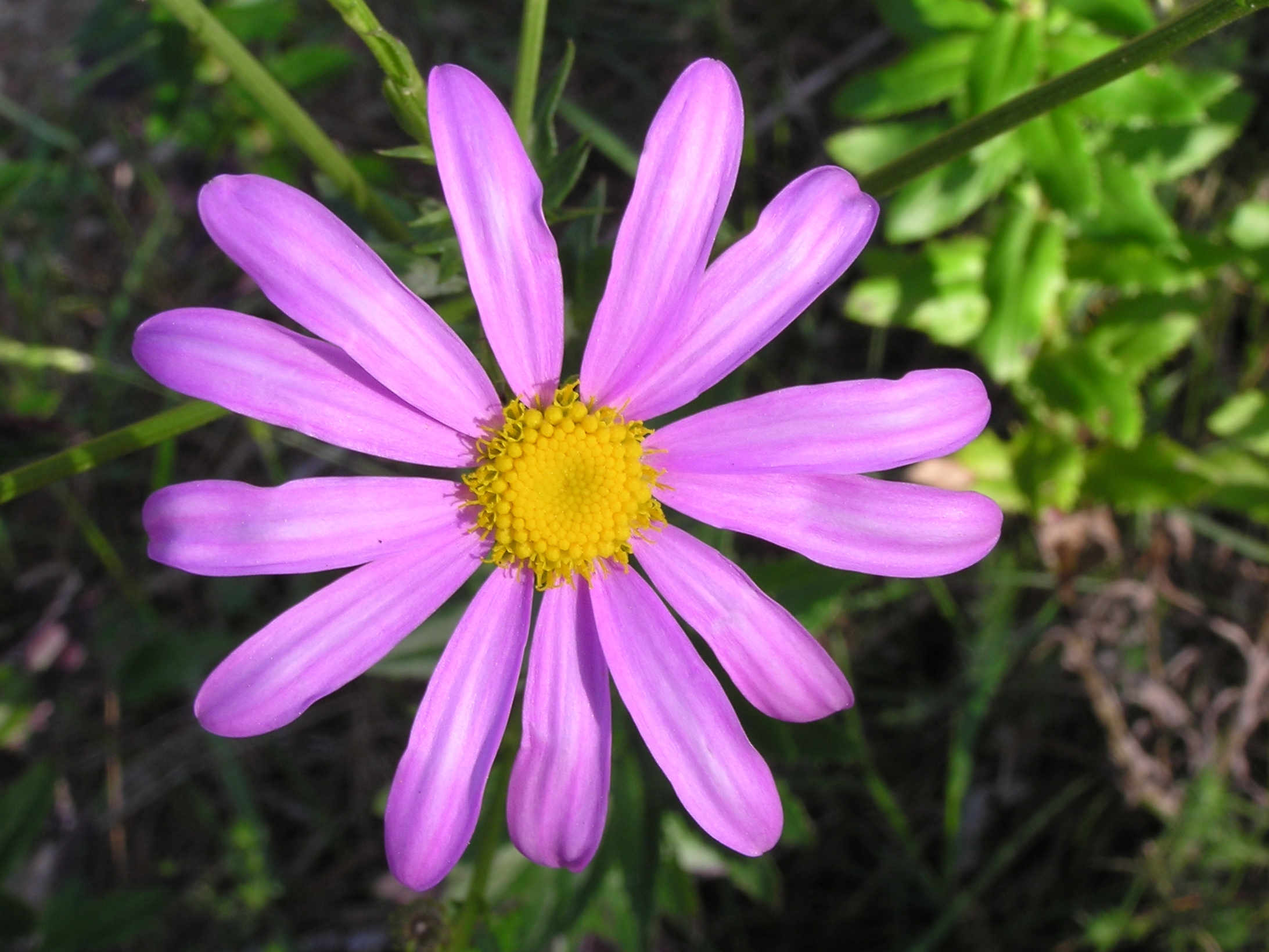
Senecio glastifolius

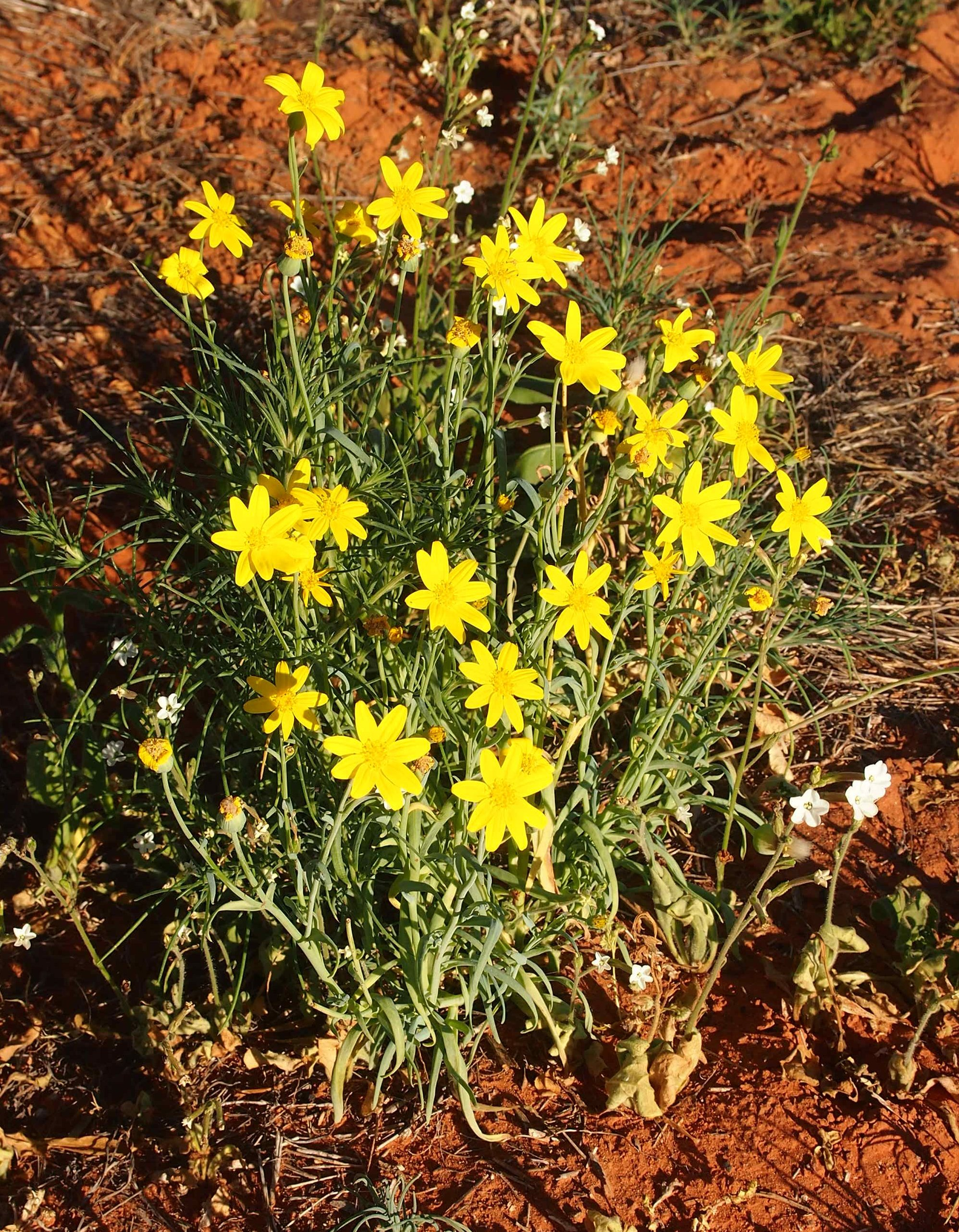
Senecio gregorii

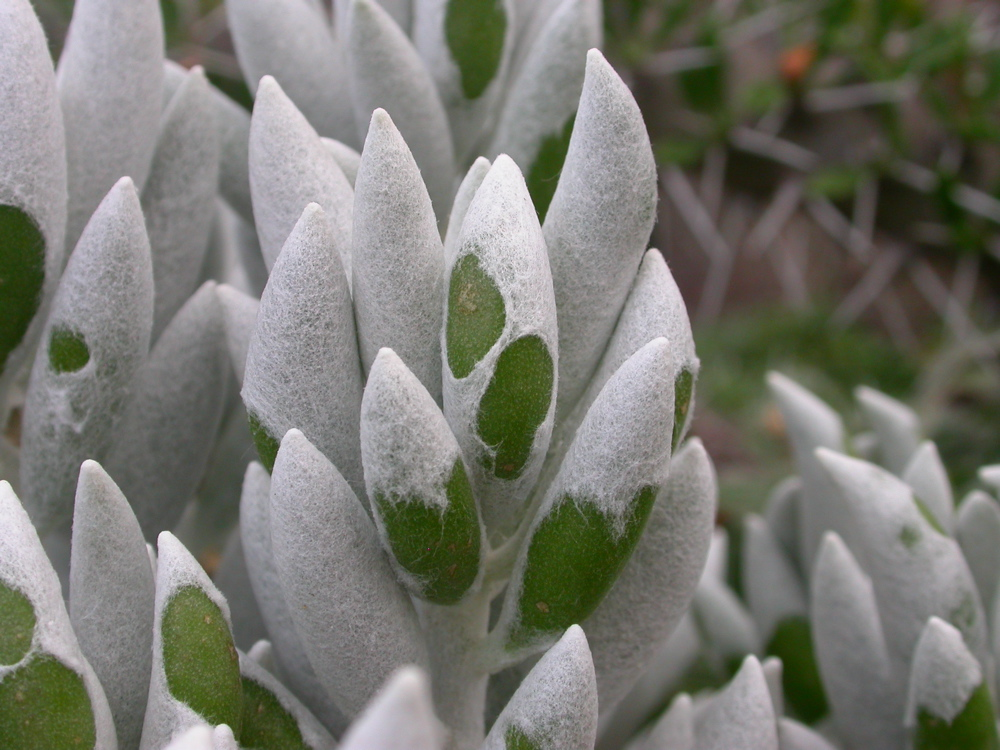
Senecio haworthii

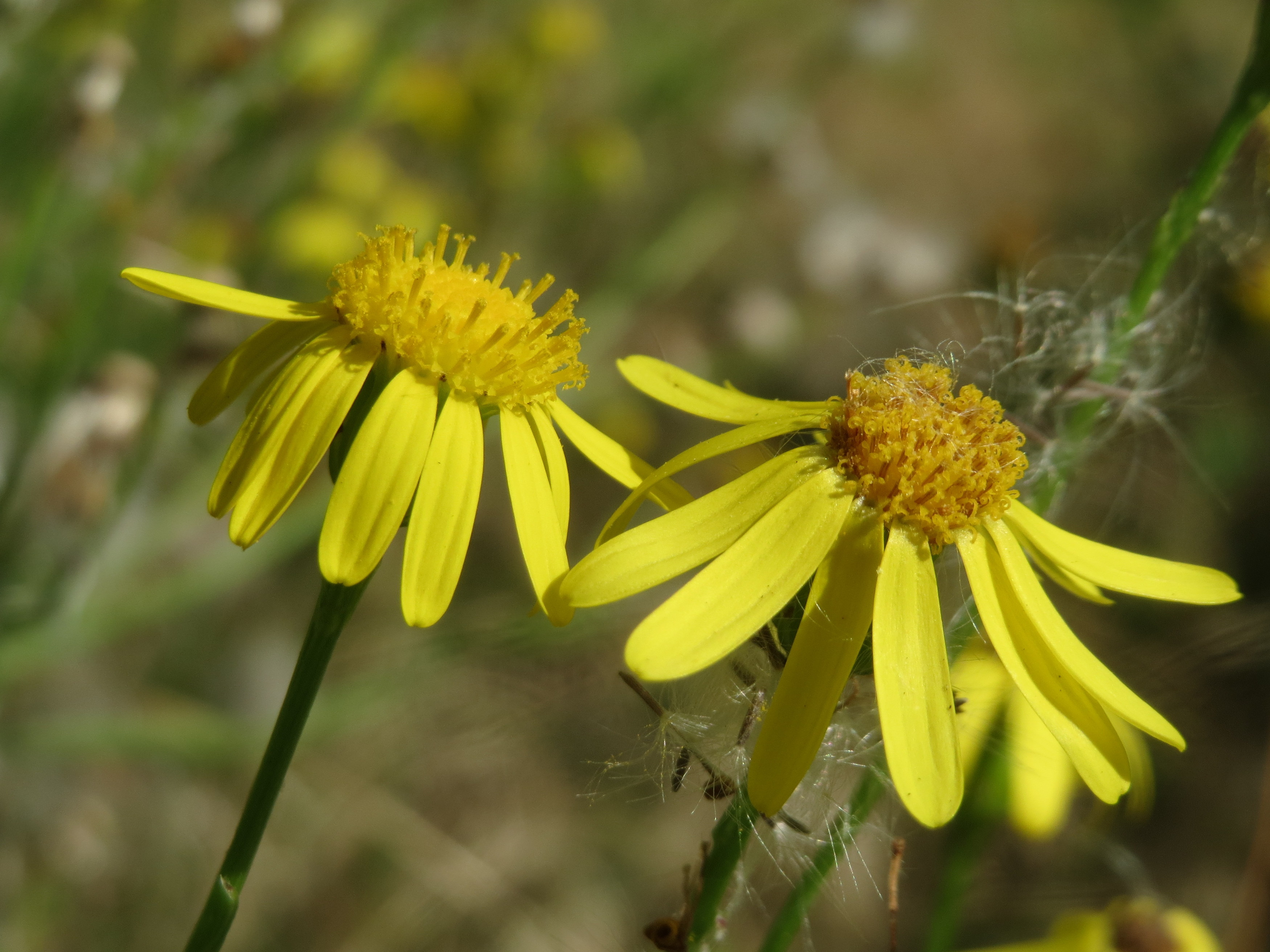
Senecio inaequidens

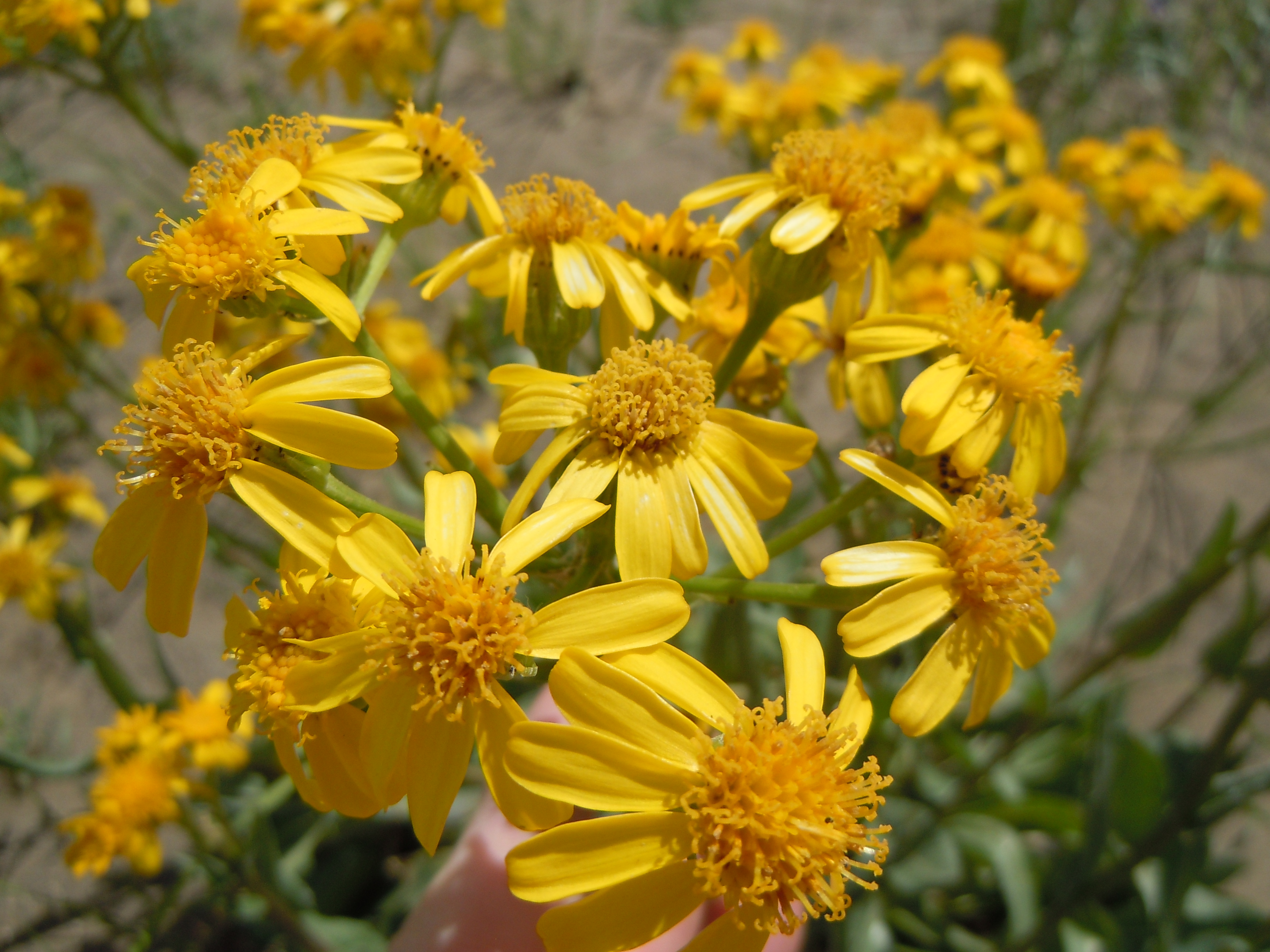
Senecio integerrimus

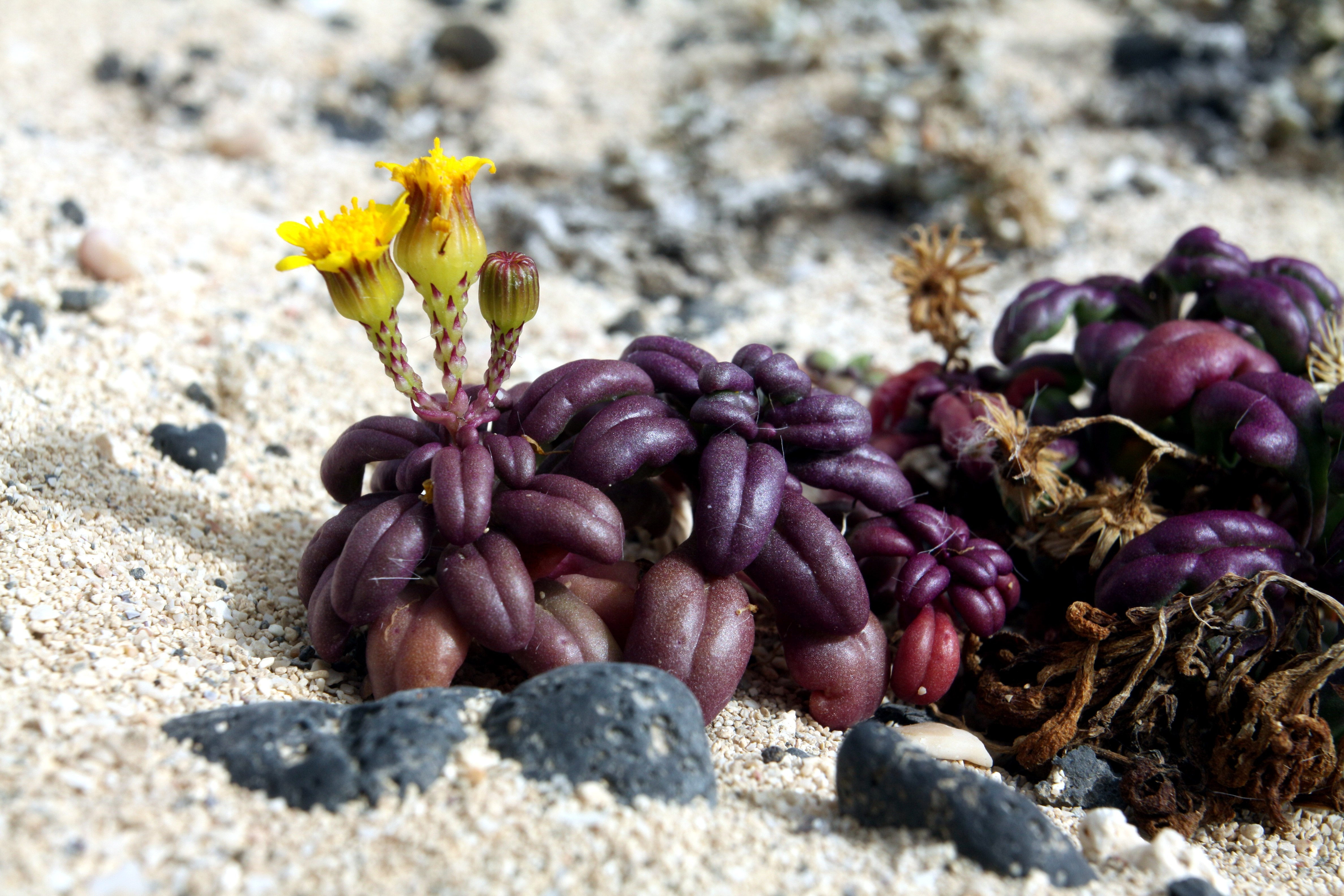
Senecio leucanthemifolius

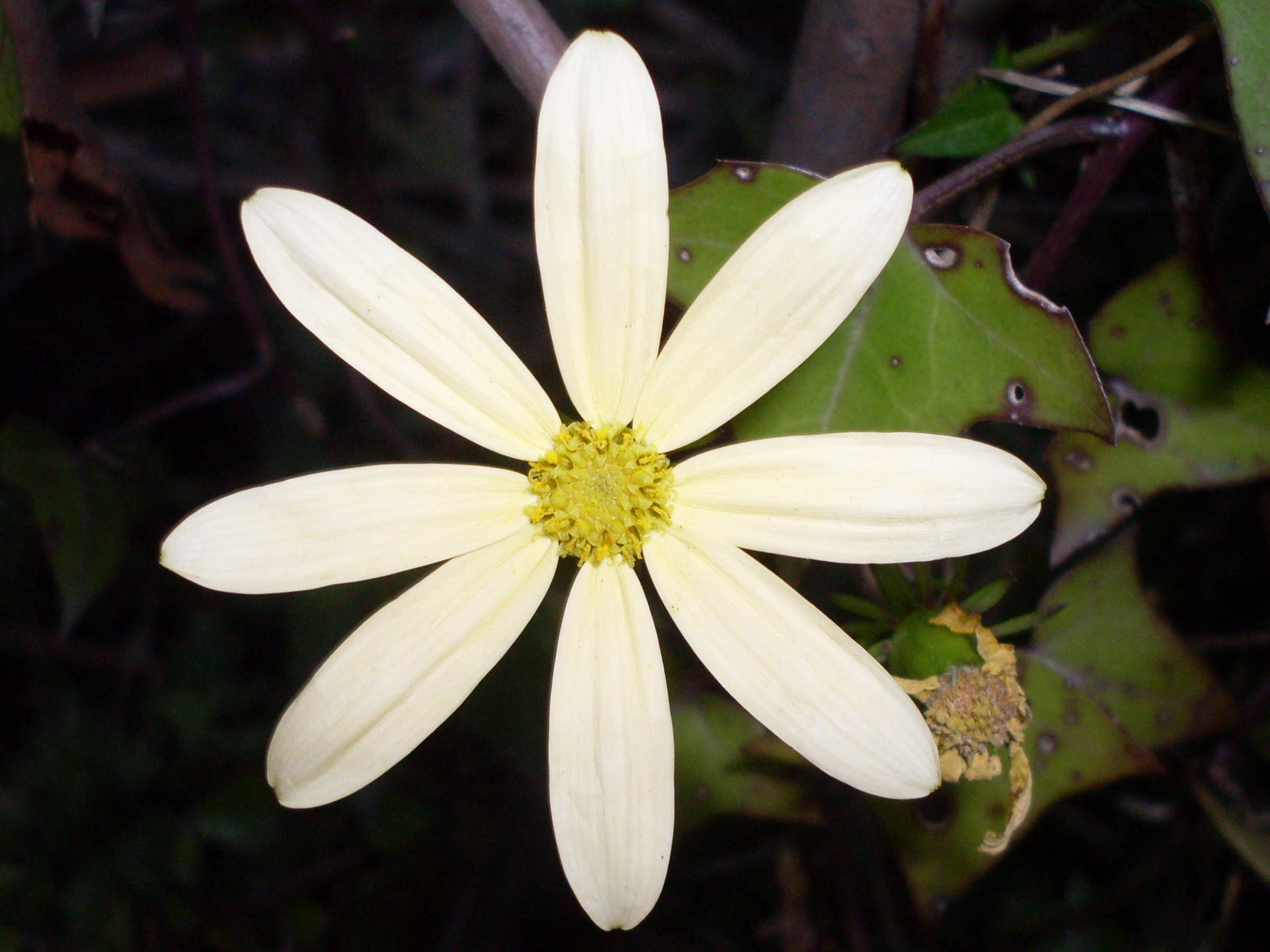
Senecio macroglossus

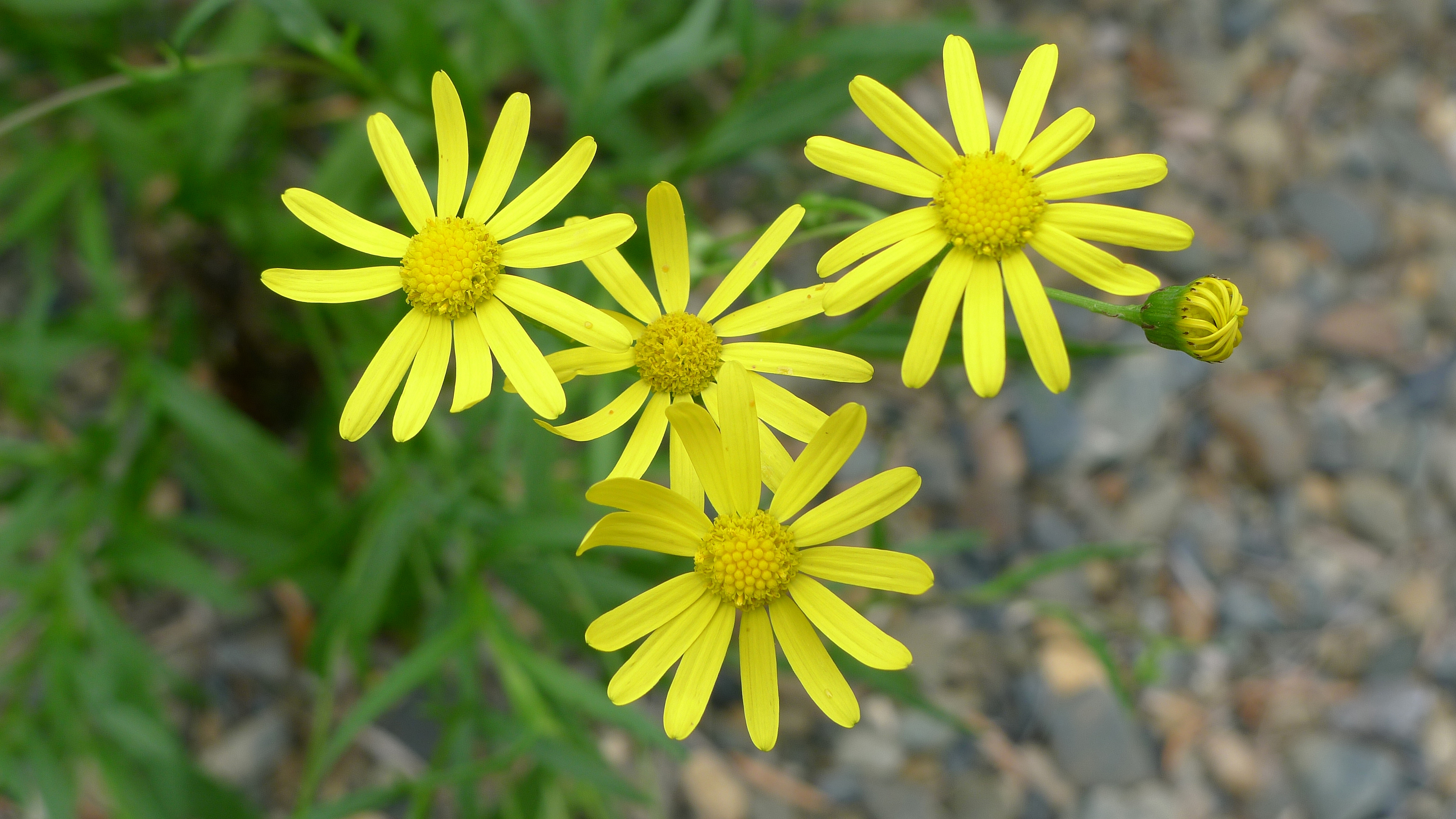
Senecio madagascariensis

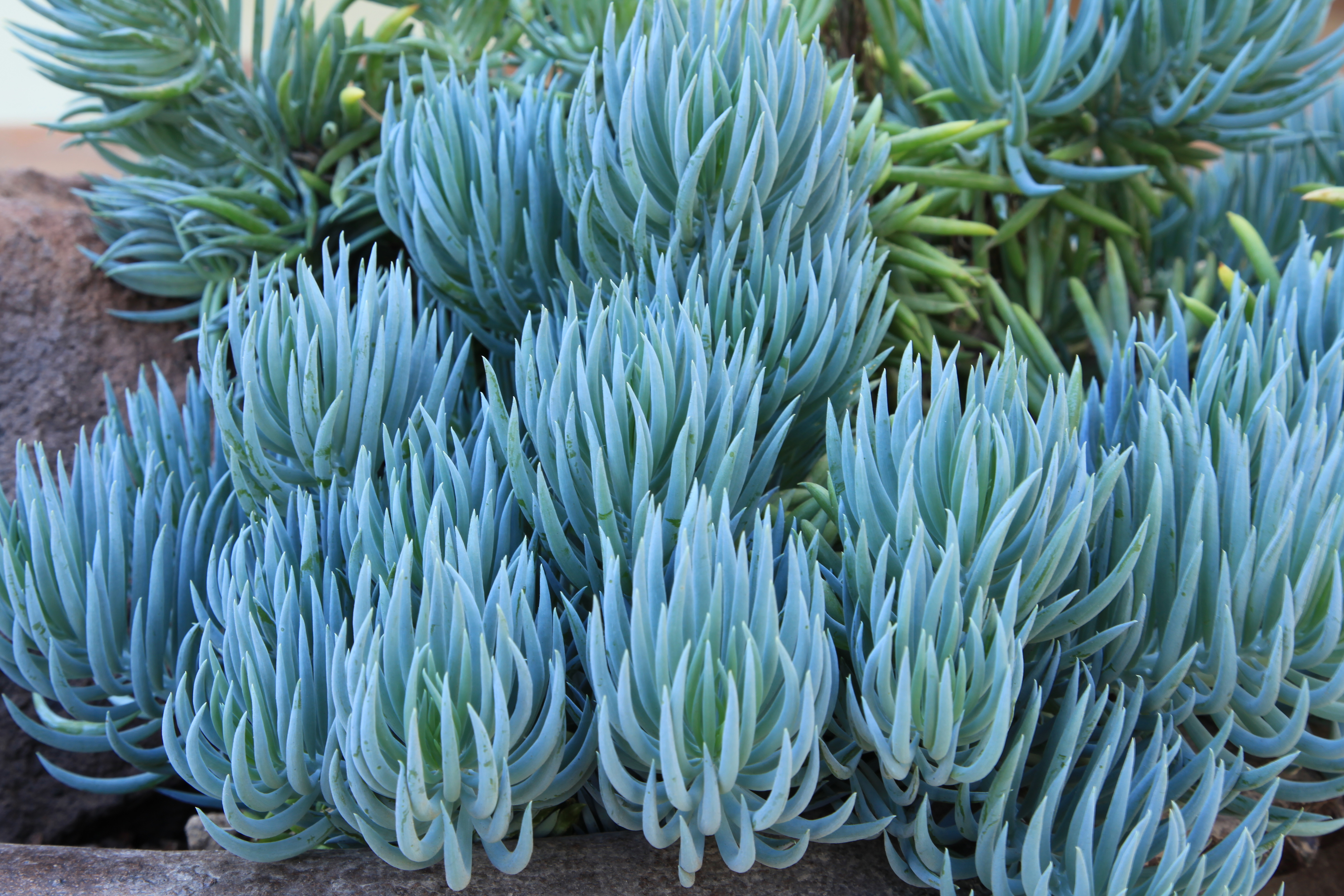
Senecio mandraliscae

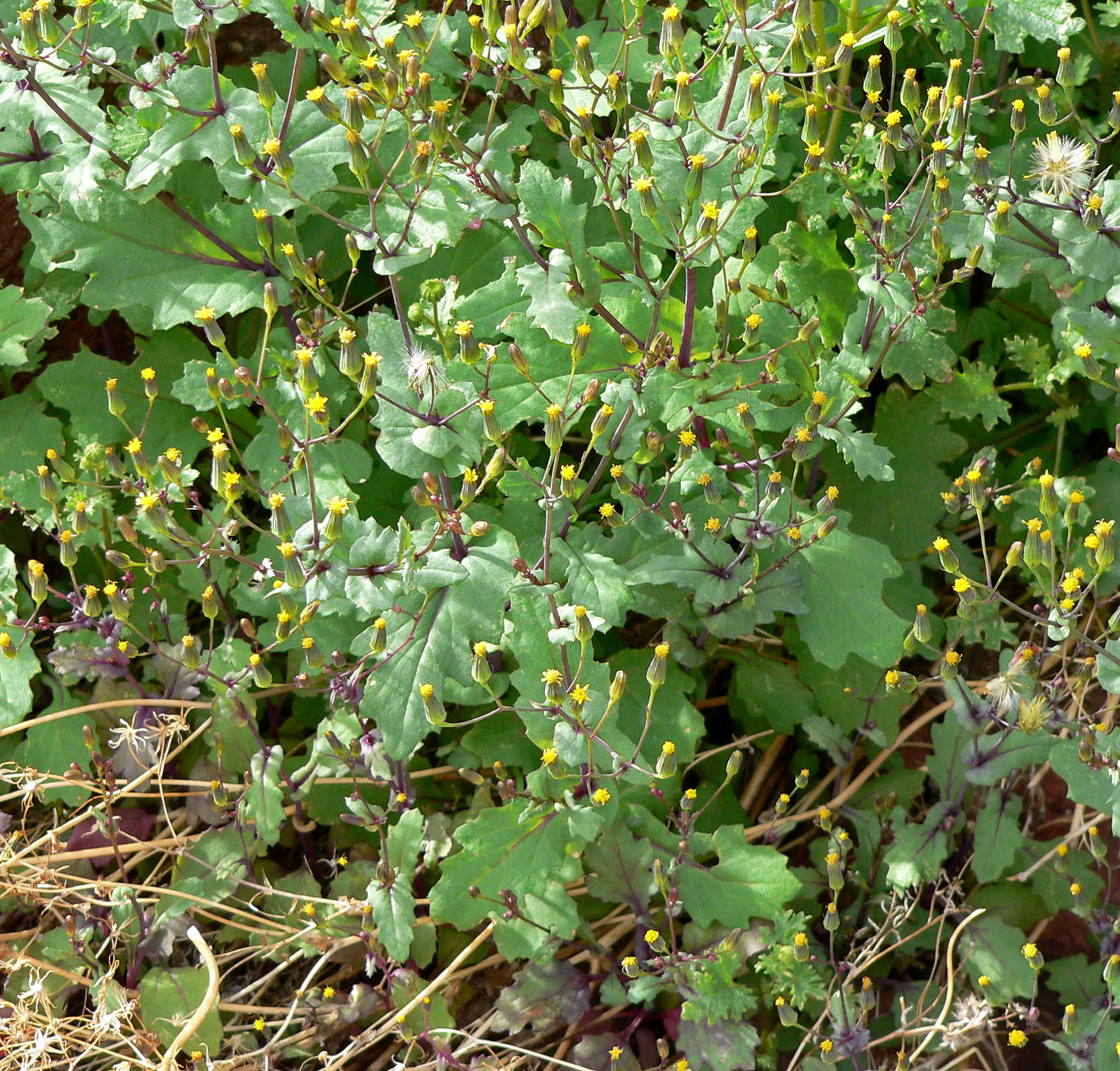
Senecio mohavensis

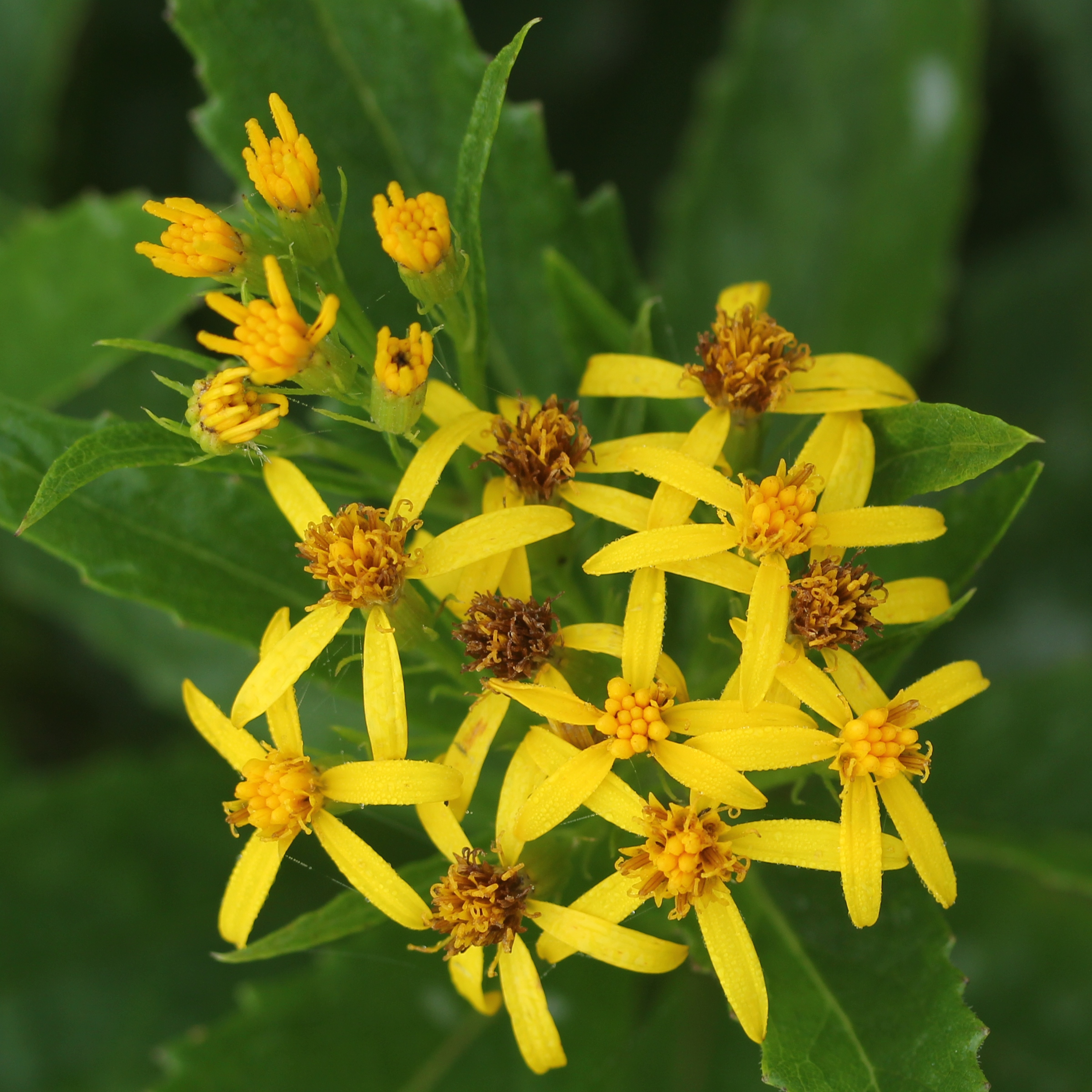
Senecio nemorensis

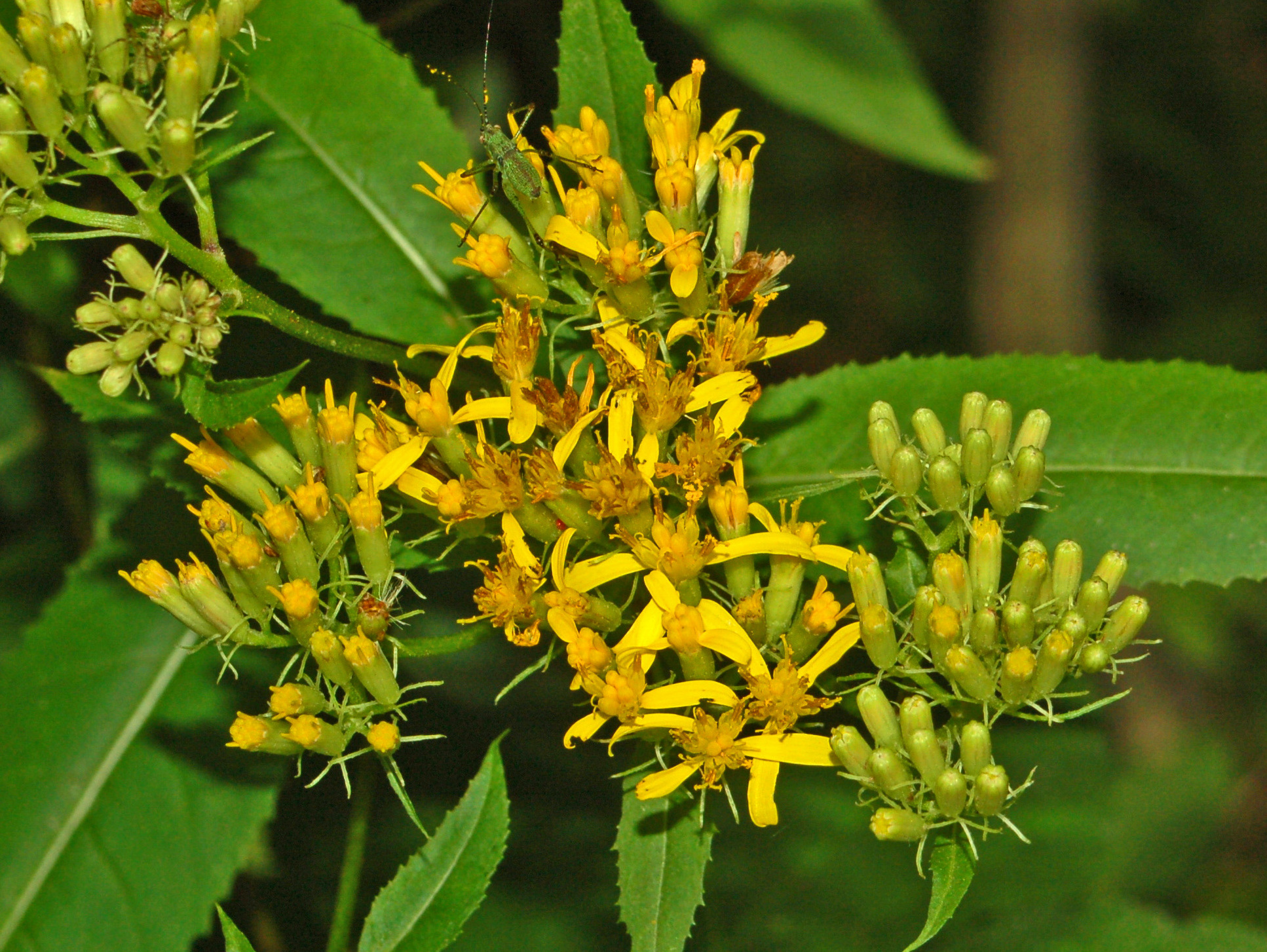
Senecio ovatus

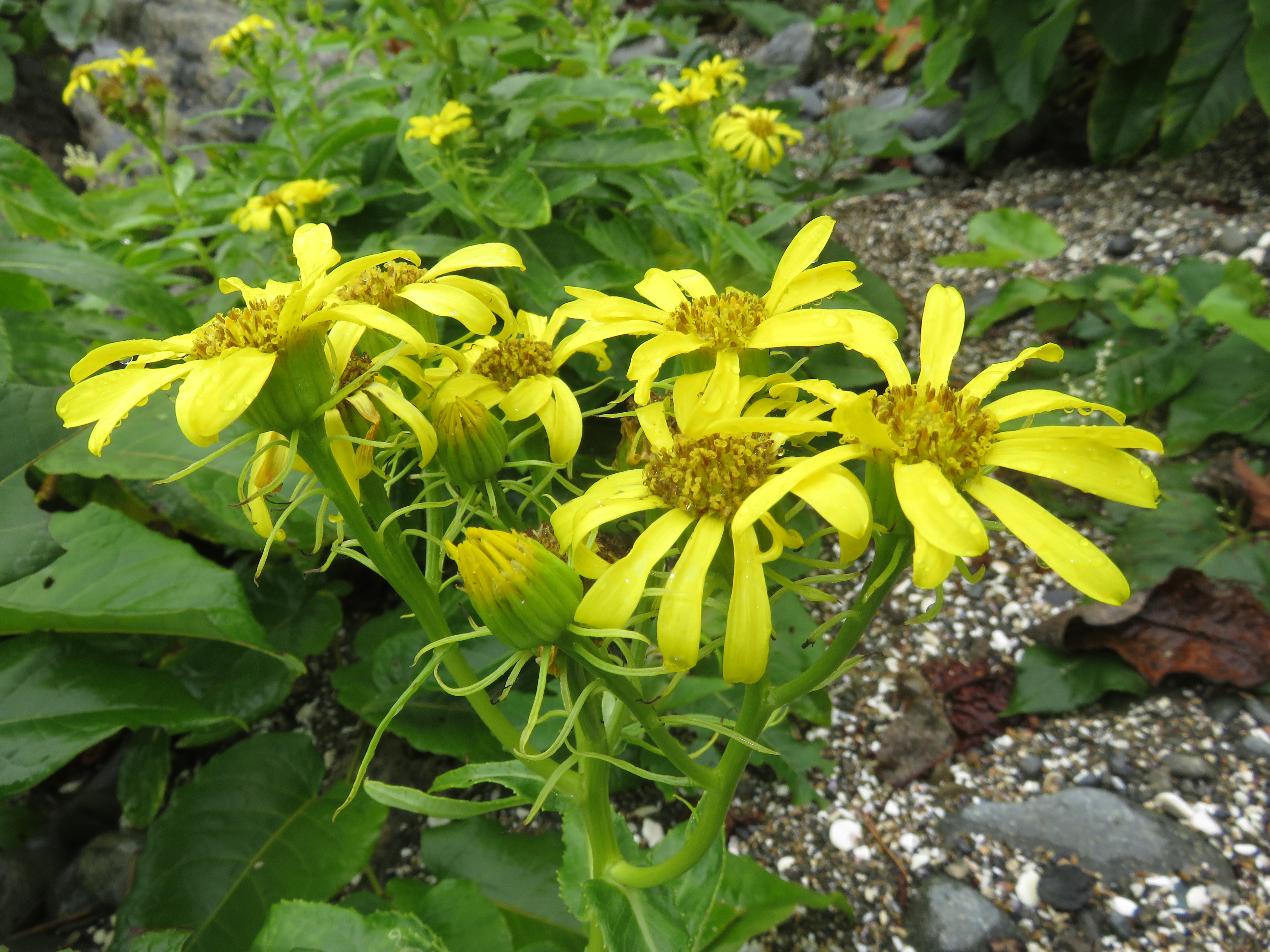
Senecio pseudoarnica

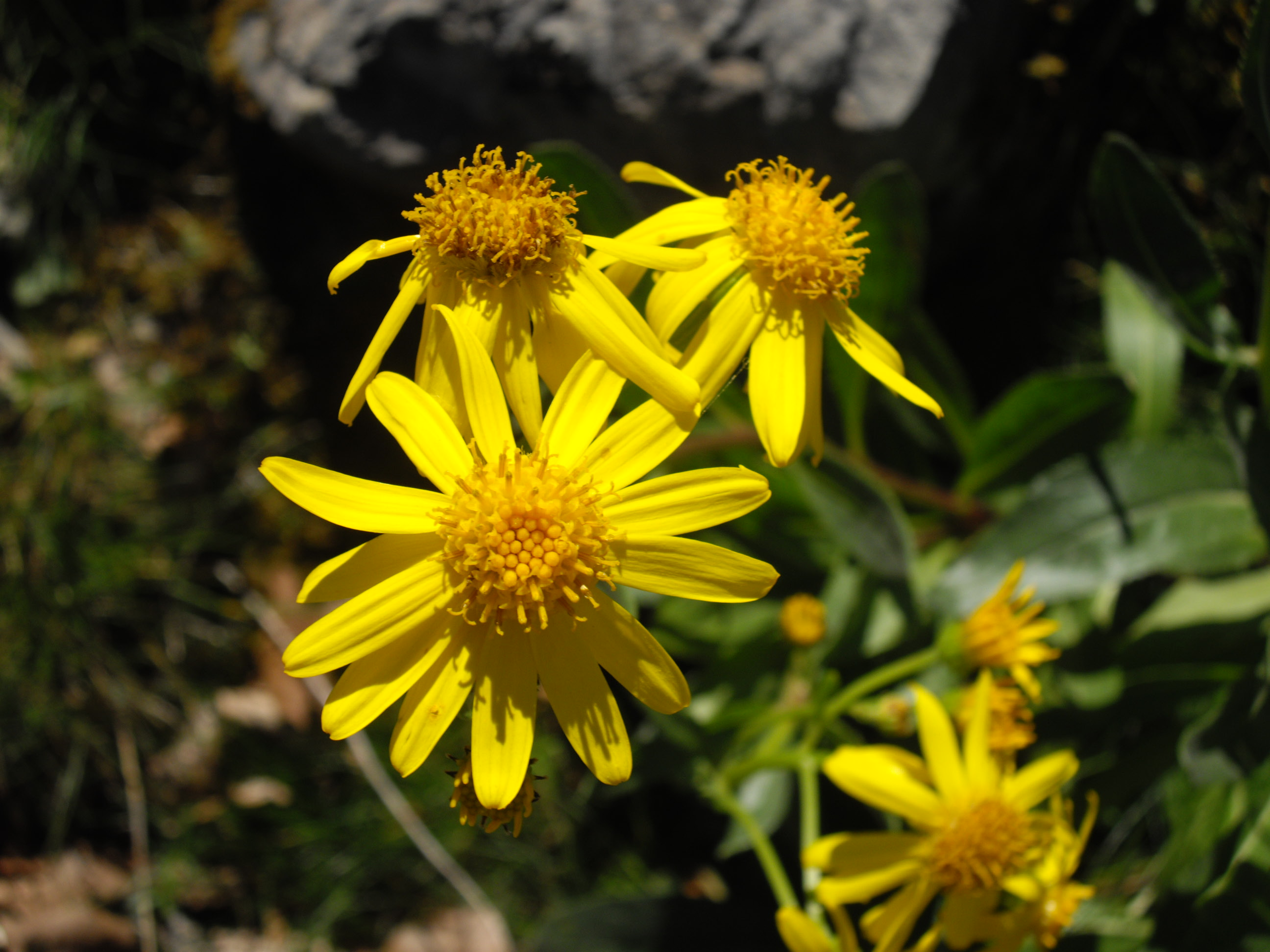
Senecio pyrenaicus

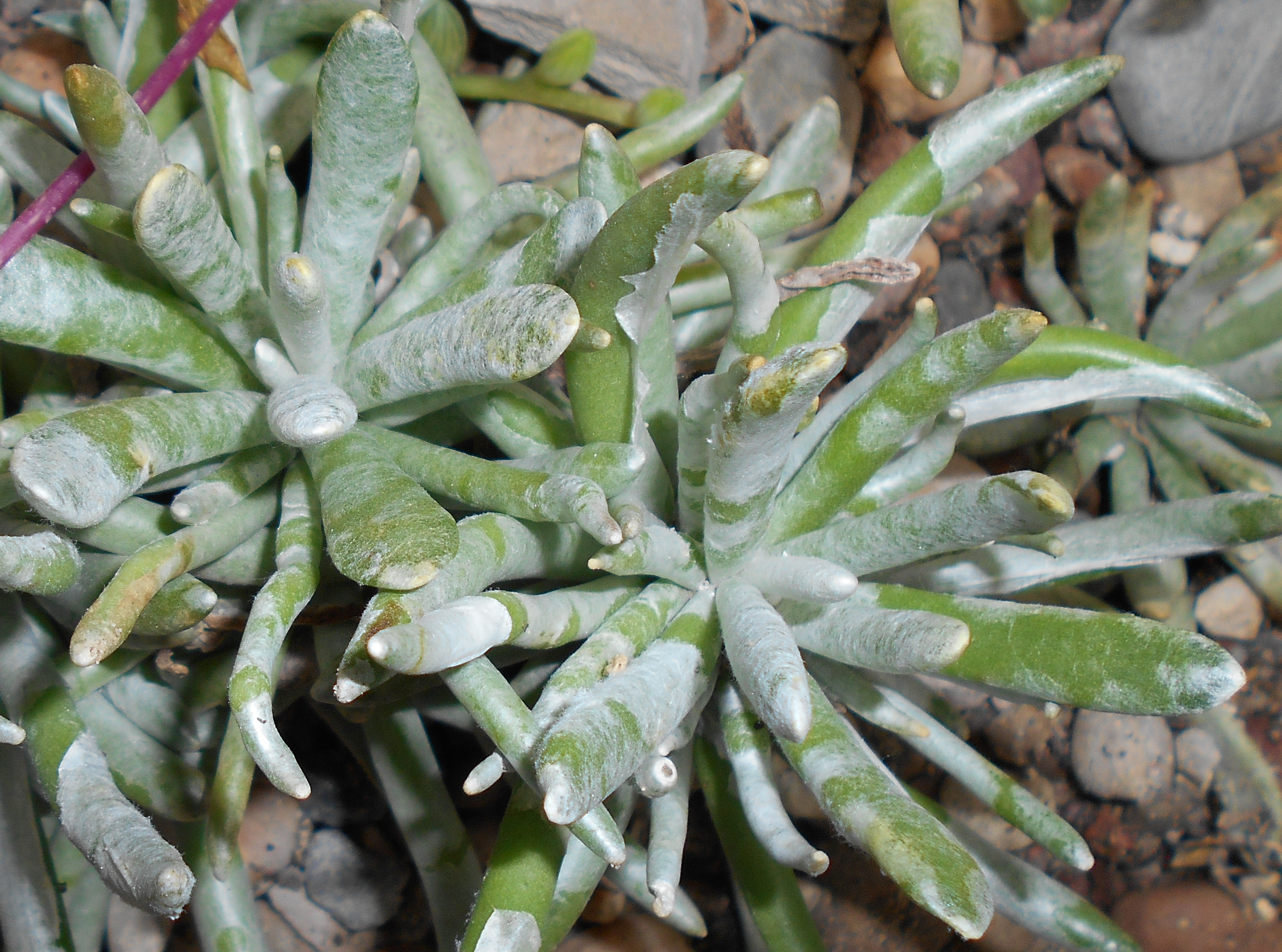
Senecio scaposus

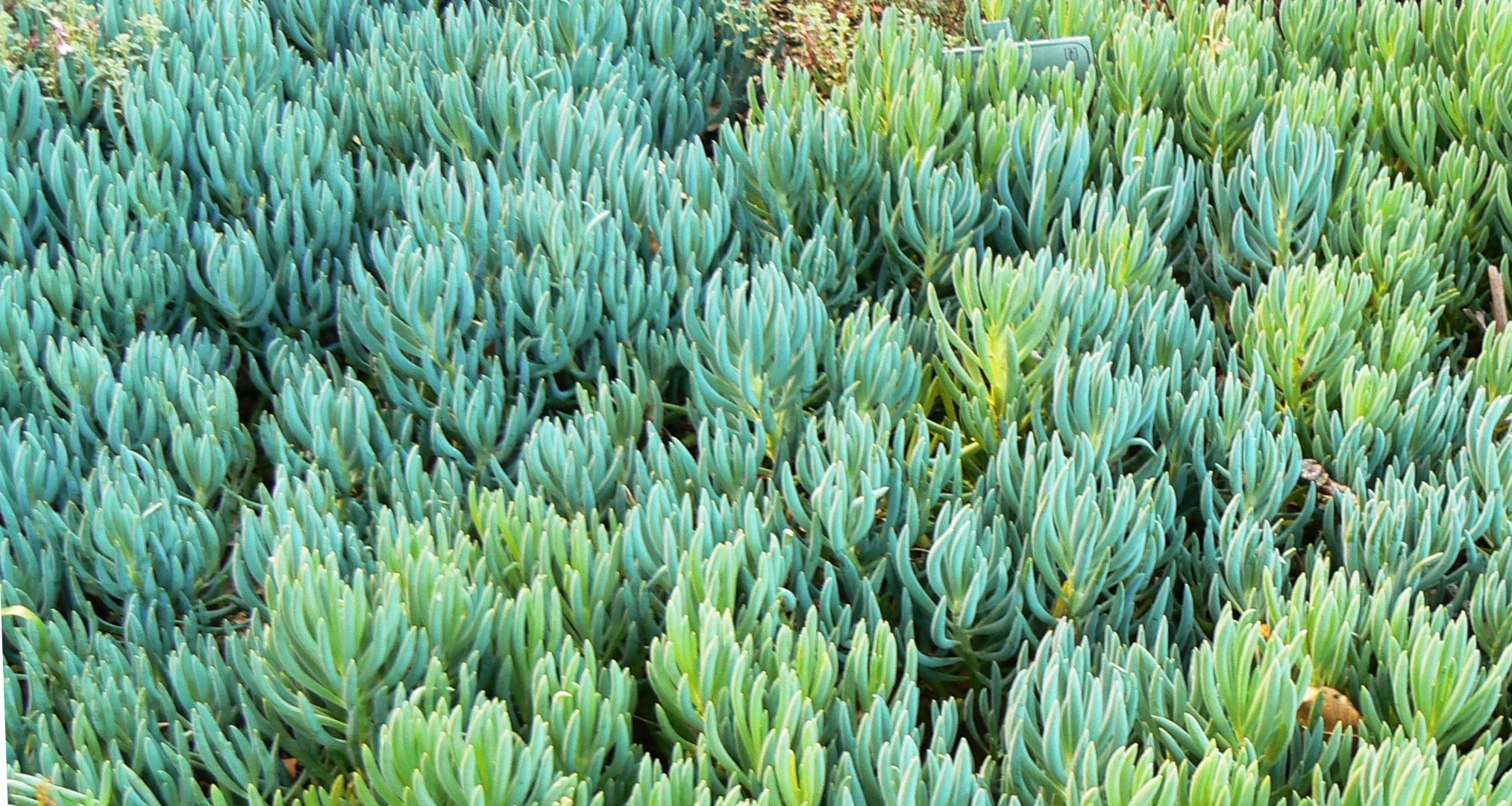
Senecio serpens

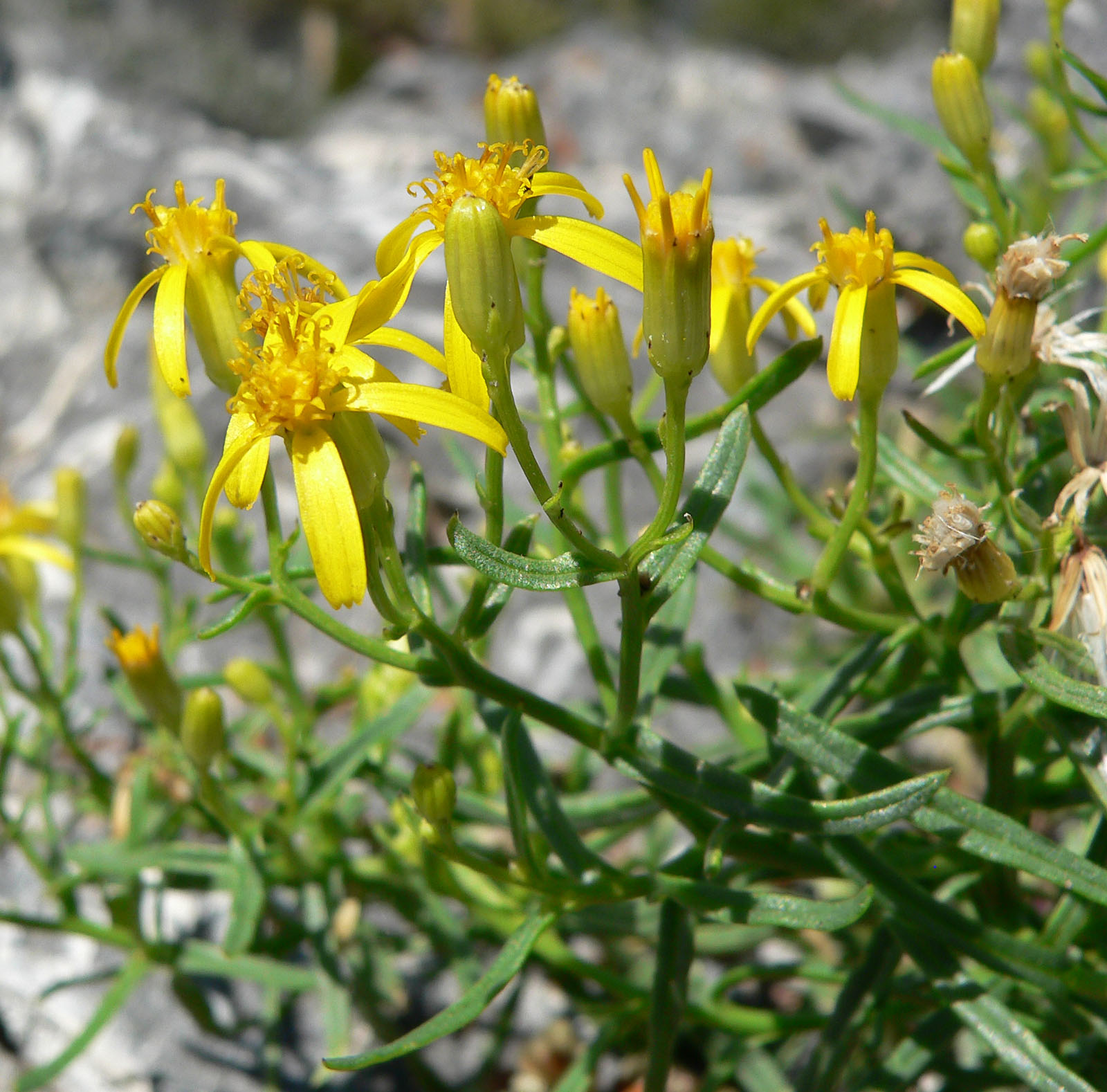
Senecio spartioides

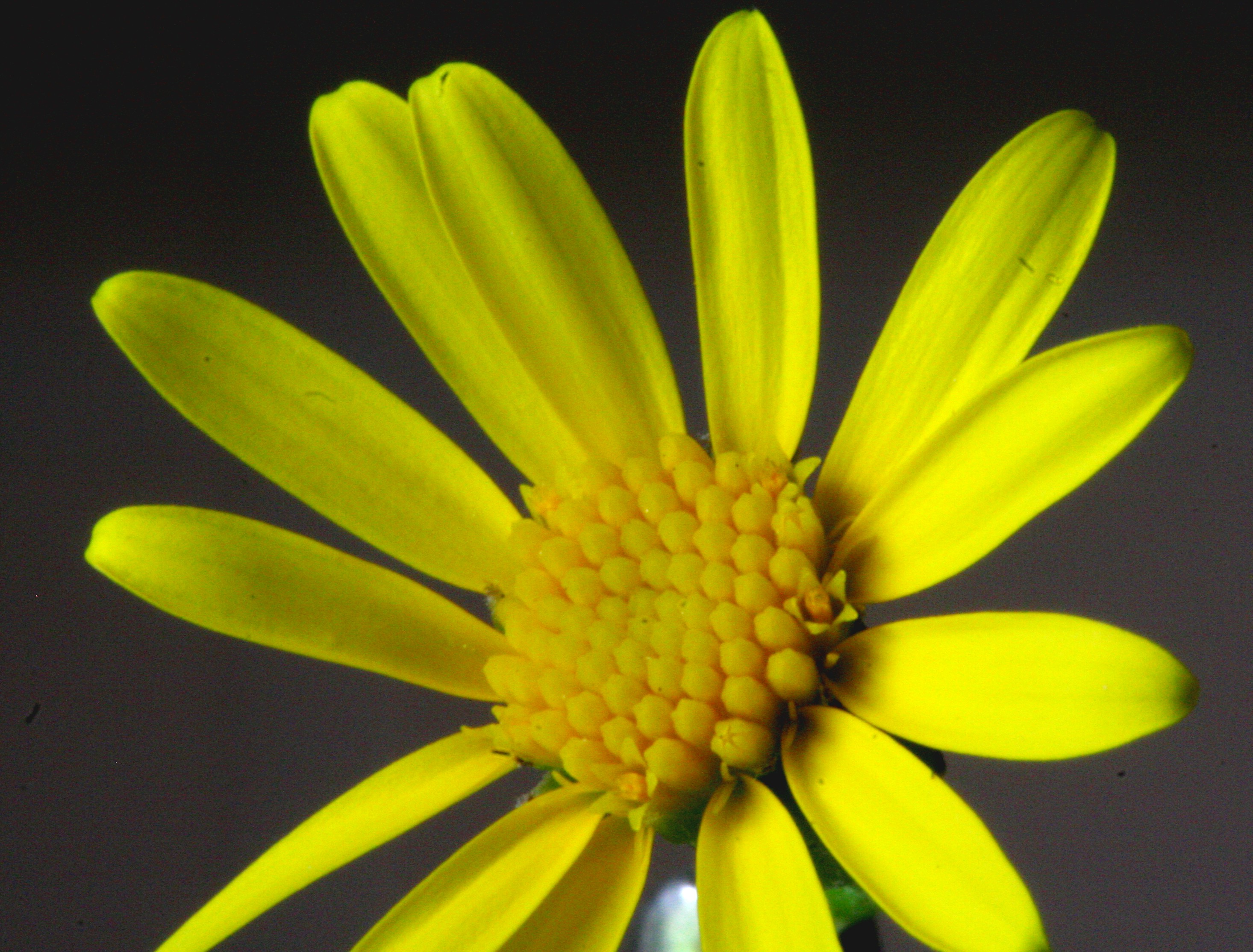
Senecio squalidus

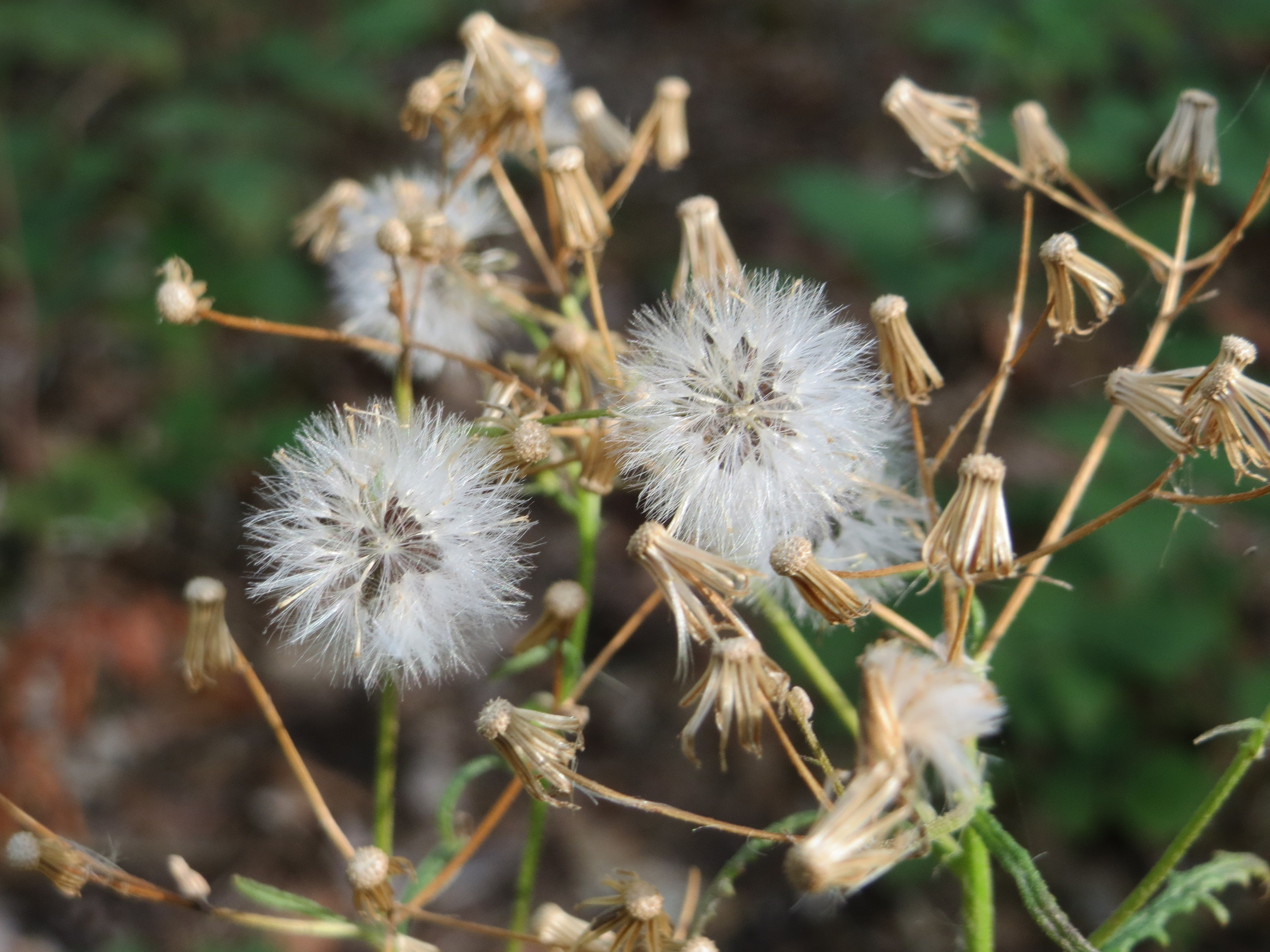
Senecio sylvaticus

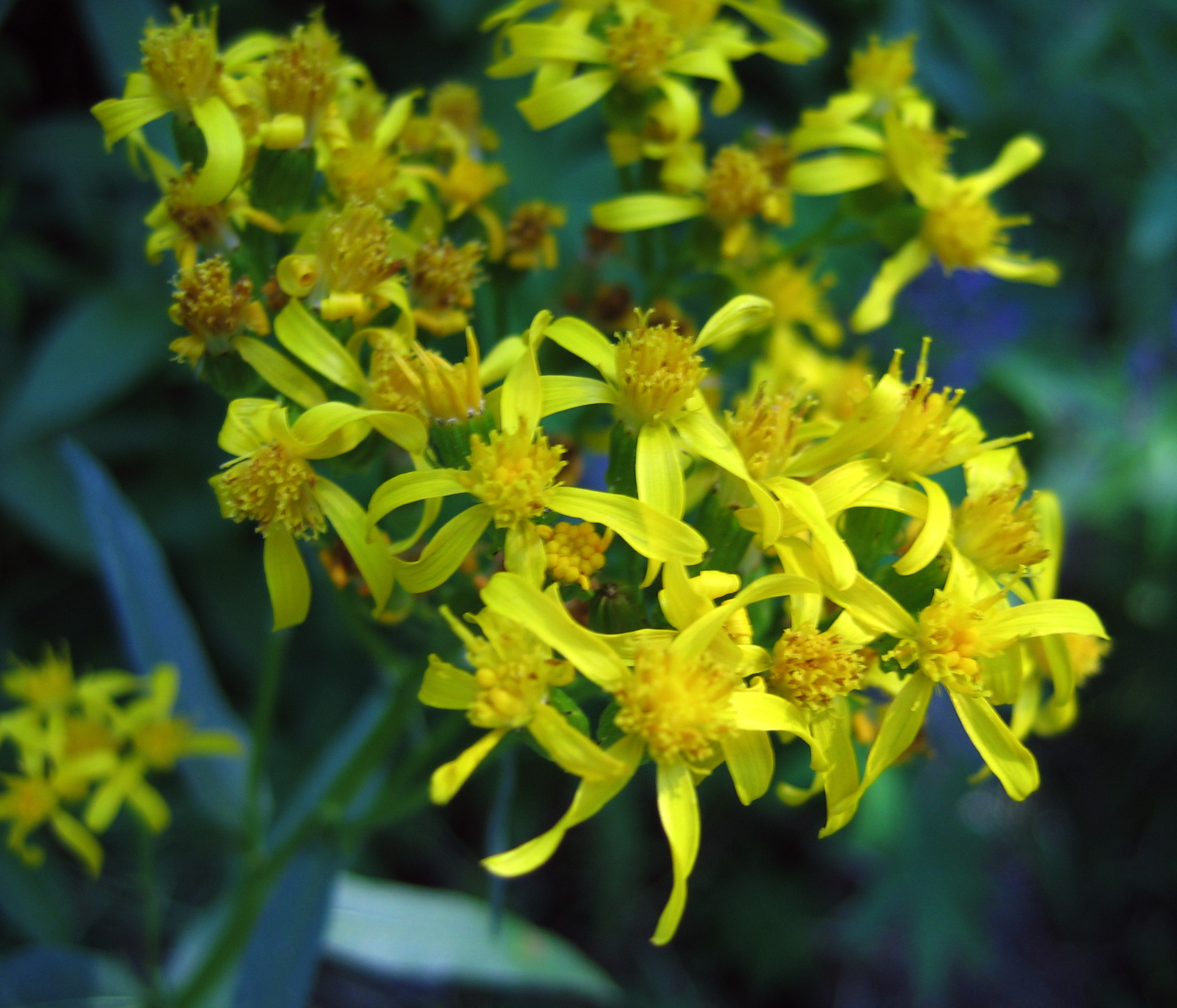
Senecio triangularis

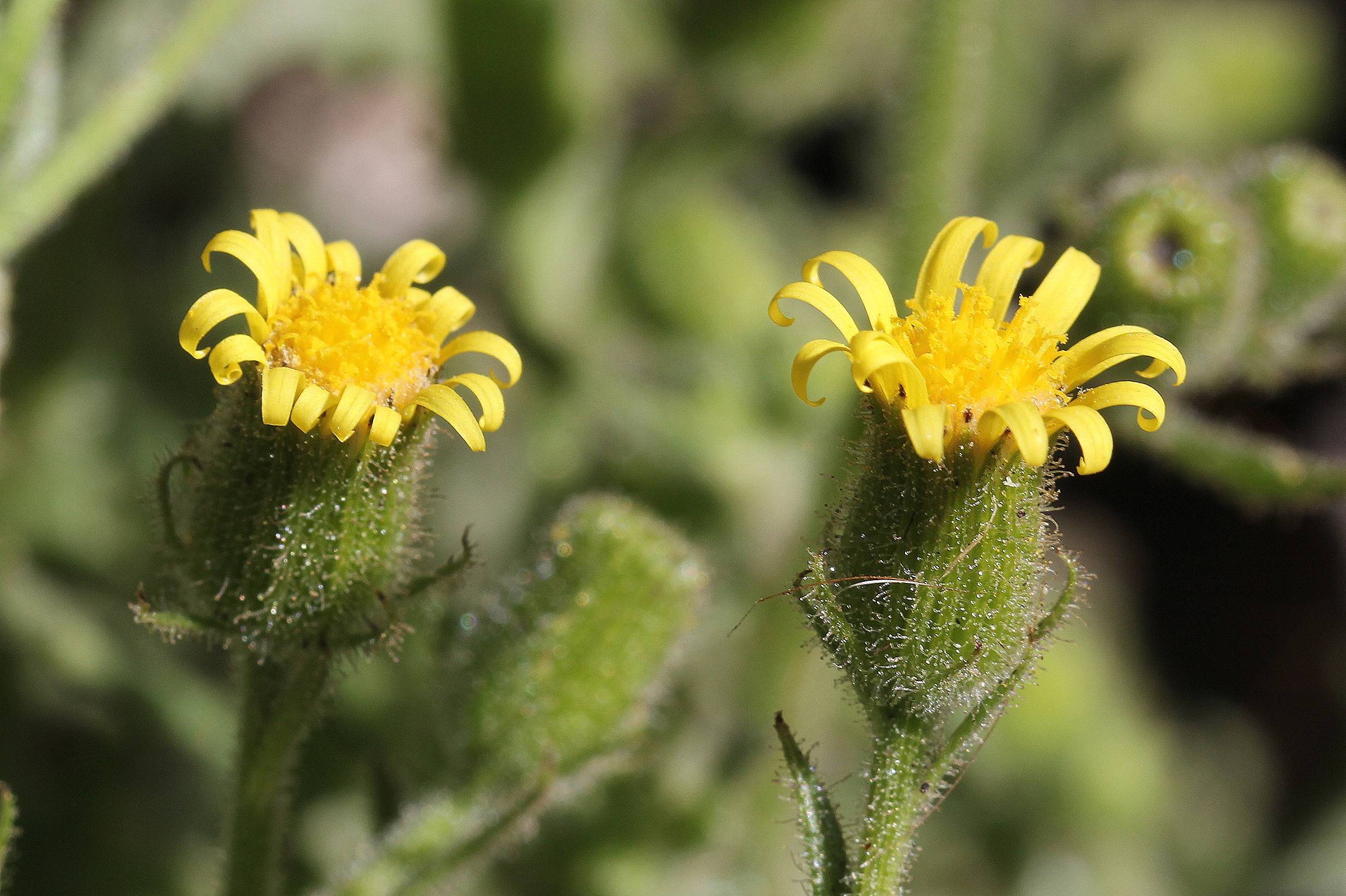
Senecio viscosus

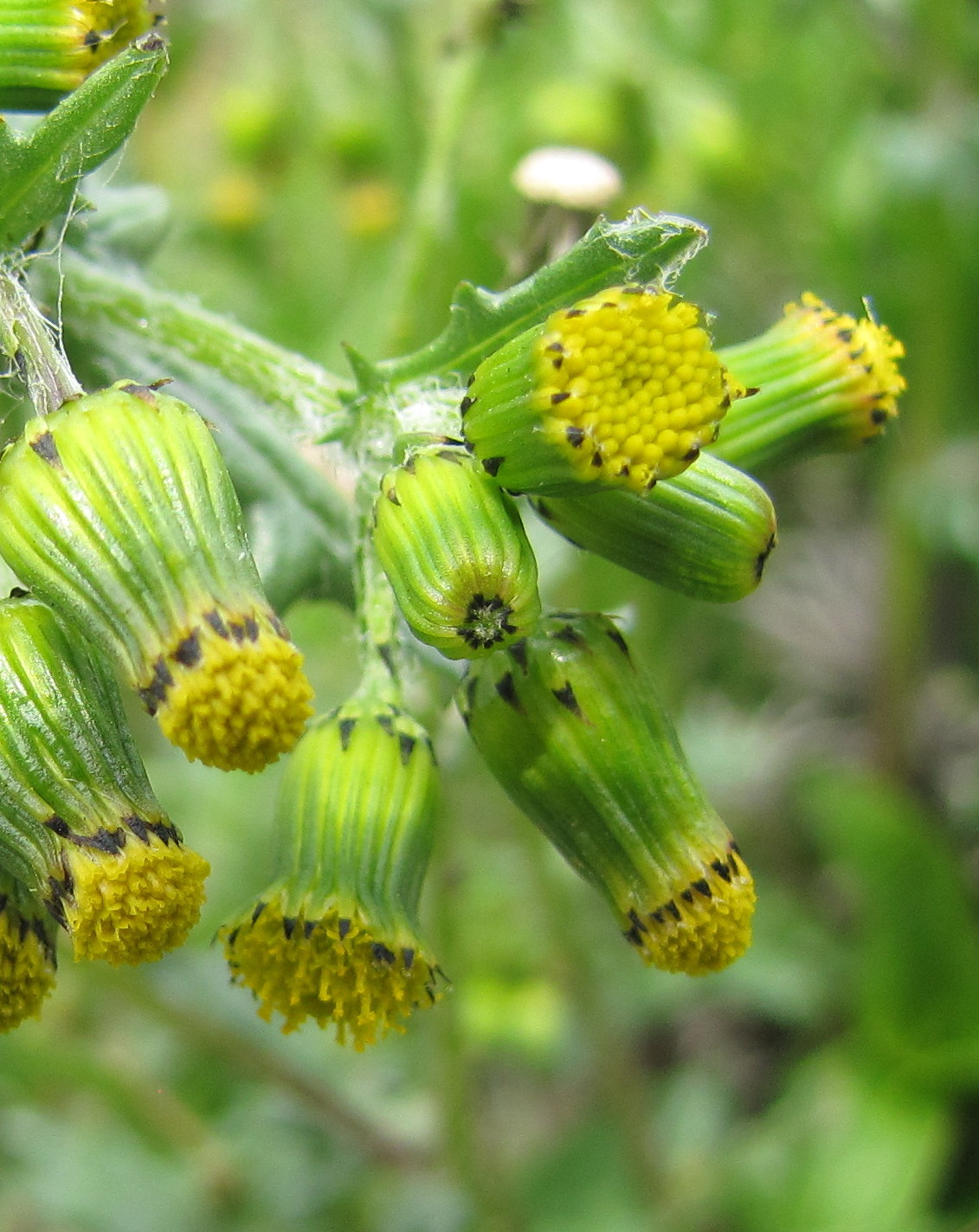
Senecio vulgaris

- Senecio adenophyllus Meyen & Walp.
- Senecio adenostylifolius Humbert
- Senecio adenotrichius DC.
- Senecio adglacialis Cuatrec.
- Senecio adnatus DC.
- Senecio adrianicus Cabrera
- Senecio adscendens Bojer ex DC.
- Senecio aegadensis C.Brullo & Brullo
- Senecio aegyptius L.
- Senecio aequinoctialis R.E.Fr.
- Senecio aetfatensis B.Nord.
- Senecio affinis DC.
- Senecio agapatensis Sch.Bip.
- Senecio agapetes C.Jeffrey
- Senecio alatopetiolatus J.Calvo, E.Freire & Sklenář
- Senecio albanensis DC.
- Senecio albanopsis Hilliard
- Senecio alberti-smithii Cuatrec.
- Senecio albifolius DC.
- Senecio albopunctatus Bolus
- Senecio albopurpureus Kitam.
- Senecio albus J.N.Nakaj. & A.M.Teles
- Senecio alcicornis Hook. & Arn.
- Senecio algens Wedd.
- Senecio allapajanus Cuatrec.
- Senecio alloeophyllus O.Hoffm. ex Dusén
- Senecio almasensis Mattf.
- Senecio almeidae Phil.
- Senecio almorzaderonis Cuatrec.
- Senecio alniphilus Cabrera
- Senecio aloides DC.
- Senecio altimontanus A.M.Teles & L.D.Meireles
- Senecio altissimus Mill.
- Senecio altoandinus Cabrera
- Senecio alvarezensis Greenm.
- Senecio ambatensis Cabrera
- Senecio ambositrensis Humbert
- Senecio ameghinoi Speg.
- Senecio amplectens A.Gray
- Senecio amplificatus C.Jeffrey
- Senecio ampullaceus Hook.
- Senecio anapetes C.Jeffrey
- Senecio ancashinus Cabrera
- Senecio anconquijae Cabrera
- Senecio andapensis Humbert
- Senecio andersonii C.B.Clarke
- Senecio andohahelensis Humbert
- Senecio anethifolius A.Cunn. ex DC.
- Senecio angulatus L.f.
- Senecio angustifolius (Thunb.) Willd.
- Senecio angustissimus Phil.
- Senecio anomalochrous Hilliard
- Senecio antaisaka Humbert
- Senecio antambolorum Humbert
- Senecio antandroi Scott Elliot
- Senecio anthemidiphyllus J.Rémy
- Senecio anthemifolius Harv.
- Senecio antisanae Benth.
- Senecio antitensis Baker
- Senecio antofagastanus Cabrera
- Senecio apenninus Tausch
- Senecio apensis Cabrera
- Senecio aphanactis Greene
- Senecio apolobambensis Cabrera
- Senecio aquifoliaceus DC.
- Senecio aquilaris Cabrera
- Senecio arabidifolius O.Hoffm.
- Senecio arachnanthus Franch.
- Senecio arachnolomus Wedd.
- Senecio arechavaletae Baker
- Senecio arenarius Thunb.
- Senecio argillosus Baker
- Senecio argophylloides Griseb.
- Senecio argutus Kunth
- Senecio argyreus Phil.
- Senecio aridus Greenm.
- Senecio aristeguietae Cuatrec.
- Senecio aristianus J.Rémy
- Senecio arizonicus Greene
- Senecio arleguianus J.Rémy
- Senecio arniciflorus DC.
- Senecio arnicoides Hook. & Arn.
- Senecio arnottii Hook.f.
- Senecio aronicoides DC.
- Senecio asirensis Boulos & J.R.I.Wood
- Senecio aspericaulis J.Rémy
- Senecio asperifolius Franch.
- Senecio asperulus DC.
- Senecio aspleniifolius Griseb.
- Senecio astephanus Greene
- Senecio atacamensis Phil.
- Senecio atratus Greene
- Senecio atrofuscus Grierson
- Senecio attenuatus Sch.Bip.
- Senecio auriculatissimus Britton
- Senecio auritifolius Cabrera
- Senecio australandinus Cabrera
- Senecio australis Willd.
- Senecio austromontanus Hilliard
- Senecio axillifoliatus Cuatrec.
- Senecio baccharidifolius
- Senecio bahioides Hook. & Arn.
- Senecio bairdii S.L.Welsh
- Senecio balensis S.Ortiz & Vivero
- Senecio balsamicus Phil.
- Senecio bampsianus Lisowski
- Senecio banksii Hook.f.
- Senecio barbarae Cabrera
- Senecio barbatus DC.
- Senecio barkhausioides Turcz.
- Senecio barkleyi B.L.Turner
- Senecio baronii Humbert
- Senecio barorum Humbert
- Senecio barrosianus Cabrera
- Senecio bartlettii Greenm.
- Senecio basalticus Hilliard
- Senecio bathurstianus (DC.) Sch.Bip.
- Senecio baurii Oliv.
- Senecio × baxteri E.F.Marshall
- Senecio bayonnensis Boiss.
- Senecio beaufilsii Kuntze
- Senecio behrianus Sond. & F.Muell.
- Senecio belbeysius Delile
- Senecio belenensis Griseb.
- Senecio belgaumensis (Wight) C.B.Clarke
- Senecio bellis Harv.
- Senecio beltranii P.Gonzáles & Montesinos
- Senecio benaventianus J.Rémy
- Senecio bergii Hieron.
- Senecio bertramii Post
- Senecio biflorus Vahl
- Senecio bigelovii A.Gray
- Senecio biligulatus W.W.Sm.
- Senecio billieturneri T.M.Barkley
- Senecio bipartitus Sch.Bip. ex Deflers
- Senecio bipinnatifidus Hook. & Arn.
- Senecio bipinnatisectus Belcher
- Senecio bipinnatus Less.
- Senecio bipontinii Wedd.
- Senecio biserratus Belcher
- Senecio bithynicus J.Calvo
- Senecio blanchei Soldano
- Senecio blochmaniae Greene
- Senecio boelckei Cabrera
- Senecio × bohemicus Domin
- Senecio boikoanus (Vorosch. & Schlothg.) Vorosch.
- Senecio × boiteaui Humbert
- Senecio bolivarianus Cuatrec.
- Senecio boliviensis Sch.Bip. ex Klatt
- Senecio bollei Sunding & G.Kunkel
- Senecio boluangensis H.Koyama
- Senecio bombayensis N.P.Balakr.
- Senecio bonariensis Hook. & Arn.
- Senecio botijae C.Ehrh.
- Senecio boutonii Baker
- Senecio brachyantherus (Hiern) S.Moore
- Senecio brachylobus Phil.
- Senecio brachypodus DC.
- Senecio bracteolatus Hook. & Arn.
- Senecio brasiliensis (Spreng.) Less.
- Senecio brassii Belcher
- Senecio bravensis Cabrera
- Senecio brevidentatus M.D.Hend.
- Senecio breviflorus (Kadereit) Greuter
- Senecio brevilorus Hilliard
- Senecio breviramulus Tortosa & Adr.Bartoli
- Senecio breviscapus DC.
- Senecio bridgesii Hook. & Arn.
- Senecio brigalowensis I.Thomps.
- Senecio brittenianus Hiern
- Senecio brunonianus Hook. & Arn.
- Senecio bryoniifolius Harv.
- Senecio bugalagrandis Cuatrec.
- Senecio buglossa Phil.
- Senecio × bujedoanus Elias & Pau
- Senecio bulbinefolius DC.
- Senecio bupleuroides DC.
- Senecio burchellii DC.
- Senecio burkartii Cabrera
- Senecio burtonii Hook.f.
- Senecio bustillosianus J.Rémy
- Senecio byrnensis Hilliard
- Senecio cacaliaster Lam.
- Senecio cachinalensis Phil.
- Senecio cajamarquillensis Cabrera
- Senecio cajonensis Cabrera
- Senecio cakilefolius DC.
- Senecio calcensis Cabrera & Zardini
- Senecio calchaquinus Cabrera
- Senecio calcicola Meyen & Walp.
- Senecio californicus DC.
- Senecio calingastensis Tombesi
- Senecio callosus Sch.Bip.
- Senecio calocephalus Poepp.
- Senecio caloneotes Hilliard
- Senecio calvus Cuatrec.
- Senecio cambrensis Rosser
- Senecio campylocarpus I.Thomps.
- Senecio canabyi Humbert
- Senecio canaliculatus Bojer ex DC.
- Senecio canalipes DC.
- Senecio canchahuinganquensis Cabrera
- Senecio candicans Wall. ex DC.
- Senecio candidans DC.
- Senecio candolleanus Wall. ex DC.
- Senecio candollei Wedd.
- Senecio cano-purpureus Cuatrec.
- Senecio caparaoensis Cabrera
- Senecio capuronii Humbert
- Senecio carbonellii S.Díaz
- Senecio carbonensis C.Ezcurra, M.Ferreyra & S.Clayton
- Senecio cardaminifolius DC.
- Senecio carhuanishoensis H.Beltrán & J.Calvo
- Senecio carnerensis Greenm.
- Senecio carnosulus (Kirk) C.J.Webb
- Senecio carnosus Thunb.
- Senecio caroli-malyi Horvatić
- Senecio carpetanus Boiss. & Reut.
- Senecio carroensis DC.
- Senecio casapaltensis Ball
- Senecio castagneanus DC.
- Senecio catamarcensis Cabrera
- Senecio cathcartensis O.Hoffm.
- Senecio caudatus DC.
- Senecio cedrorum Raynal
- Senecio cedrosensis Greene
- Senecio ceratophylloides Griseb.
- Senecio cerberoanus J.Rémy
- Senecio chachaniensis Cuatrec.
- Senecio chalureaui Humbert
- Senecio chamomillifolius Phil.
- Senecio chanaralensis Phil.
- Senecio changii C.Ren & Q.E.Yang
- Senecio chavanilloensis Cuatrec.
- Senecio chihuahuensis S.Watson
- Senecio chilensis Less.
- Senecio chillanensis Cabrera
- Senecio chionogeton Wedd.
- Senecio chipauquilensis Troiani & Steibel
- Senecio chiquianensis Cabrera
- Senecio × choczensis Holub
- Senecio chodatianus Cuatrec.
- Senecio choroensis Cuatrec.
- Senecio chrysanthemum Dusén
- Senecio chrysocoma Meerb.
- Senecio chrysocomoides Hook. & Arn.
- Senecio chrysolepis Phil.
- Senecio chungtienensis C.Jeffrey & Y.L.Chen
- Senecio cinarifolius H.Lév.
- Senecio cinerarioides Kunth
- Senecio cinerascens Aiton
- Senecio cisplatinus Cabrera
- Senecio citriceps Hilliard & B.L.Burtt
- Senecio clarioneifolius J.Rémy
- Senecio clarkianus A.Gray
- Senecio claryae B.L.Turner
- Senecio claussenii Decne.
- Senecio clivicola Wedd.
- Senecio coccineus Klatt
- Senecio cochabambensis Cabrera
- Senecio cochlearifolius Bojer ex DC.
- Senecio cocuyanus Cuatrec.
- Senecio colaminus Cuatrec.
- Senecio colensoi Hook.f.
- Senecio coleophyllus Turcz.
- Senecio collinus DC.
- Senecio colpodes Bong.
- Senecio colu-huapiensis Speg.
- Senecio comberi Cabrera
- Senecio comosus Sch.Bip.
- Senecio comptonii J.C.Manning & Goldblatt
- Senecio condimentarius Cabrera
- Senecio condylus I.Thomps.
- Senecio conferruminatus I.Thomps.
- Senecio confertus Sch.Bip. ex A.Rich.
- Senecio conrathii N.E.Br.
- Senecio consanguineus DC.
- Senecio conyzifolius Baker
- Senecio conzattii Greenm.
- Senecio coquimbensis Phil.
- Senecio corcovadensis Cabrera
- Senecio cordifolius L.f.
- Senecio coriaceisquamus C.C.Chang
- Senecio cornu-cervi MacOwan
- Senecio coronatus (Thunb.) Harv.
- Senecio coronopifolius Burm.f.
- Senecio coronopodiphyllus J.Rémy
- Senecio coscayanus Ricardi & Martic.
- Senecio costaricensis R.M.King
- Senecio cotyledonis DC.
- Senecio covasii Cabrera
- Senecio covuncensis Cabrera
- Senecio coymolachensis Cabrera
- Senecio craibianus Hosseus
- Senecio crassiandinus Montesinos & Pino
- Senecio crassiflorus (Poir.) DC.
- Senecio crassifolius Willd.
- Senecio crassilodix Cuatrec.
- Senecio crassissimus Humbert
- Senecio crassiusculus DC.
- Senecio crassorhizus De Wild.
- Senecio crassulus A.Gray
- Senecio cremeiflorus Mattf.
- Senecio cremnicola Cabrera
- Senecio cremnophilus I.M.Johnst.
- Senecio crenatus Thunb.
- Senecio crenulatus DC.
- Senecio crepidifolius DC.
- Senecio crispatipilosus C.Jeffrey
- Senecio crispus Thunb.
- Senecio cristimontanus Hilliard
- Senecio crithmoides Hook. & Arn.
- Senecio cryphiactis O.Hoffm.
- Senecio cryptocephalus Cabrera
- Senecio cryptolanatus Killick
- Senecio ctenophyllus Phil.
- Senecio cuchumatanensis L.O.Williams & Ant.Molina
- Senecio cumingii Hook. & Arn.
- Senecio cuneatus Hook.f.
- Senecio cunninghamii DC.
- Senecio cyaneus O.Hoffm.
- Senecio cylindrocephalus Cabrera
- Senecio cymbalariifolius (L.) Less.
- Senecio cyrenaicus (E.A.Durand & Barratte) Borzì
- Senecio daltonii F.Muell.
- Senecio dalzellii C.B.Clarke
- Senecio danal A.Gray
- Senecio daochengensis Y.L.Chen
- Senecio darwinii Hook. & Arn.
- Senecio davilae Phil.
- Senecio decaryi Humbert
- Senecio × decipiens Nyár.
- Senecio decurrens DC.
- Senecio deferens Griseb.
- Senecio deformis Klatt
- Senecio delbesianus Arènes
- Senecio deliculatus Cabrera & Zardini
- Senecio deltoideus Less.
- Senecio denisii Humbert
- Senecio densiserratus C.C.Chang
- Senecio dentatoalatus Mildbr. ex C.Jeffrey
- Senecio depauperatus Mattf.
- Senecio depressicola I.Thomps.
- Senecio desideratus DC.
- Senecio dewildeorum Tjitr.
- Senecio diaguita Cabrera
- Senecio diaschides D.G.Drury
- Senecio dichotomus Phil.
- Senecio diemii Cabrera
- Senecio diffusus L.f.
- Senecio digitalifolius DC.
- Senecio digitatus Phil.
- Senecio dilungensis Lisowski
- Senecio diodon DC.
- Senecio diphyllus De Wild. & Muschl.
- Senecio discodregeanus Hilliard & B.L.Burtt
- Senecio discokaraguensis C.Jeffrey
- Senecio disjectus Wedd.
- Senecio dissidens Fourc.
- Senecio dissimulans Hilliard & B.L.Burtt
- Senecio distalilobatus I.Thomps.
- Senecio divaricoides Cabrera
- Senecio diversipinnus Y.Ling
- Senecio dodrans C.Winkl.
- Senecio dolichocephalus I.Thomps.
- Senecio × dominii Hodálová
- Senecio donianus Hook. & Arn.
- Senecio doratophyllus Benth.
- Senecio doria L.
- Senecio doriiformis DC.
- Senecio doronicum (L.) L.
- Senecio doryphoroides C.Jeffrey
- Senecio doryphorus Mattf.
- Senecio dracunculoides DC.
- Senecio dregeanus DC.
- Senecio drukensis C.Marquand & Airy Shaw
- Senecio dryophyllus Meyen & Walp.
- Senecio dubitabilis C.Jeffrey & Y.L.Chen
- Senecio dumeticola S.Moore
- Senecio dumetorum Gardner
- Senecio dumosus Fourc.
- Senecio dunedinensis Belcher
- Senecio duriaei J.Gay ex DC.
- Senecio × eboracensis R.J.Abbott & A.J.Lowe
- Senecio edgeworthii Hook.f.
- Senecio eenii (S.Moore) Merxm.
- Senecio eightsii Hook. & Arn.
- Senecio elegans L.
- Senecio eligulatus B.Nord., Moussavi & Djavadi
- Senecio eliseae J.Calvo
- Senecio ellenbeckii O.Hoffm.
- Senecio ellenbergii Cuatrec.
- Senecio elmeri Piper
- Senecio emiliopsis C.Jeffrey
- Senecio eminens Compton
- Senecio emirnensis DC.
- Senecio emmae Cabrera
- Senecio englerianus O.Hoffm.
- Senecio erechthithoides F.Muell.
- Senecio eremicola I.Thomps.
- Senecio eremophilus Richardson
- Senecio eriobasis DC.
- Senecio eriocladus Wedd.
- Senecio eriophyton J.Rémy
- Senecio eriopus Willk.
- Senecio erisithalifolius Sch.Bip. ex Baker
- Senecio erlangeri O.Hoffm.
- Senecio erosus L.f.
- Senecio ertterae T.M.Barkley
- Senecio erubescens Aiton
- Senecio eruciformis J.Rémy
- Senecio erysimoides DC.
- Senecio erythrophyllus Lazaro
- Senecio esleri C.J.Webb
- Senecio esperensis (Sykes) de Lange
- Senecio espinosae Cabrera
- Senecio espiritosantensis A.M.Teles
- Senecio esterhuyseniae J.C.Manning & Goldblatt
- Senecio eubaeus Boiss. & Heldr.
- Senecio euclaensis I.Thomps.
- Senecio euriopoides DC.
- Senecio evacoides Sch.Bip.
- Senecio evansianus Belcher
- Senecio evelynae Muschl.
- Senecio exarachnoideus C.Jeffrey
- Senecio expansus Wedd.
- Senecio extensus I.Thomps.
- Senecio exuberans R.A.Dyer
- Senecio exul Hance
- Senecio faberi Hemsl. ex F.B.Forbes & Hemsl.
- Senecio fabrisii Cabrera
- Senecio falklandicus Hook.f.
- Senecio famatinensis Cabrera
- Senecio fanshawei Beentje
- Senecio farinaceus Sch.Bip. ex A.Rich.
- Senecio farinifer Hook. & Arn.
- Senecio featherstonei Cuatrec.
- Senecio fernandinus H.Beltrán & J.Calvo
- Senecio ferreyrae Cabrera
- Senecio ferruglii Cabrera
- Senecio festucoides J.Calvo & A.Moreira
- Senecio filaginoides DC.
- Senecio filiferus Franch.
- Senecio fistulosus Poepp. ex Less
- Senecio flaccidifolius Wedd.
- Senecio flaccidus Less.
- Senecio flagellifolius Cabrera
- Senecio flavus (Decne.) Sch.Bip.
- Senecio flexuosus E.D.Clarke
- Senecio foeniculoides Harv.
- Senecio folidentatus Cuatrec.
- Senecio fontanicola Grulich & Hodálová
- Senecio forbesii Oliv. & Hiern
- Senecio formosissimus Cuatrec.
- Senecio formosoides Cuatrec.
- Senecio formosus Kunth
- Senecio fradinii Pomel
- Senecio fragrantissimus Tortosa & Bartoli
- Senecio franchetii C.Winkl.
- Senecio francisci Phil.
- Senecio francoisii Humbert
- Senecio fremontii Torr. & A.Gray
- Senecio fresenii Sch.Bip.
- Senecio friesii Cabrera
- Senecio fruticulosus Sm.
- Senecio fukienensis Y.Ling ex C.Jeffrey & Y.L.Chen
- Senecio funckii Sch.Bip. ex Wedd.
- Senecio × futakii Hodálová
- Senecio galeottii Hemsl.
- Senecio gallicus Vill. ex Chaix
- Senecio gamolepis Cabrera
- Senecio ganganensis Cabrera
- Senecio garaventai Cabrera
- Senecio garcibarrigae Cuatrec.
- Senecio gardneri (Thwaites) C.B.Clarke
- Senecio gariepiensis Cron
- Senecio garlandii F.Muell. ex Belcher
- Senecio garnieri Klatt
- Senecio gawlerensis M.E.Lawr.
- Senecio gayanus DC.
- Senecio gazensis S.Moore
- Senecio geniculipes Cuatrec.
- Senecio geniorum Humbert
- Senecio genisianus Cuatrec.
- Senecio georgianus DC.
- Senecio gerrardii Harv.
- Senecio gertii Zardini
- Senecio gibsonii Hook.f.
- Senecio giessii Merxm.
- Senecio gilbertii Turcz.
- Senecio gilliesianus Hieron.
- Senecio glaber Less.
- Senecio glaberrimus DC.
- Senecio glabratus Hook. & Arn.
- Senecio glabrescens (DC.) Sch.Bip.
- Senecio glandulifer Dematt. & Cristóbal
- Senecio glandulosohirtellus Reiche
- Senecio glandulosolanosus Thell.
- Senecio glandulosopilosus Volkens & Muschl.
- Senecio glandulosus D.Don ex Hook. & Arn.
- Senecio glastifolius L.f.
- Senecio glaucophyllus Cheeseman
- Senecio glaucus L.
- Senecio glomeratus Desf. ex Poir.
- Senecio glossanthus (Sond.) Belcher
- Senecio glutinarius DC.
- Senecio glutinosus Thunb.
- Senecio gnidioides Phil.
- Senecio gnoma P.Royen
- Senecio godmanii Hemsl.
- Senecio goldmanii Greene
- Senecio goldsackii Phil.
- Senecio gossweileri Torre
- Senecio gossypinus Baker
- Senecio graciellae Cabrera
- Senecio graciliflorus DC.
- Senecio gracilipes A.Gray
- Senecio gramineticola C.Jeffrey
- Senecio gramineus Harv.
- Senecio grandiflorus P.J.Bergius
- Senecio grandis Gardner
- Senecio grandjotii Cabrera
- Senecio gregatus Hilliard
- Senecio griffithii Hook.f. & Thomson ex C.B.Clarke
- Senecio grindeliifolius DC.
- Senecio grisebachii Baker
- Senecio grossidens Dusén ex Malme
- Senecio guascensis Cuatrec.
- Senecio guatulamensis Muñoz-Schick, A.Moreira & Trenq.
- Senecio gunckelii Cabrera
- Senecio gunnii (Hook.f.) Belcher
- Senecio gymnocaulos Phil.
- Senecio gypsicola (R.J.Bates) I.Thomps.
- Senecio hadiensis Forssk.
- Senecio haenkei DC.
- Senecio hakeifolius Bertero ex DC.
- Senecio halimifolius L.
- Senecio hallii Hieron.
- Senecio halophilus I.Thomps.
- Senecio haloragis J.Rémy
- Senecio hamersleyensis I.Thomps.
- Senecio hansweberi Cuatrec.
- Senecio harazianus Deflers
- Senecio harleyi D.J.N.Hind
- Senecio harveyanus MacOwan
- Senecio hastatifolius Cabrera
- Senecio hastatus L.
- Senecio hastifolius (L.f.) Less.
- Senecio hatcherianus O.Hoffm.
- Senecio hatschbachii Cabrera
- Senecio hauwai Sykes
- Senecio haygarthii M.Taylor ex Hilliard
- Senecio hebdingii (Rauh & Buchloh) G.D.Rowley
- Senecio hebetatus Wedd.
- Senecio hedbergii C.Jeffrey
- Senecio hederiformis Cron
- Senecio × heimerlii Müllner
- Senecio helgae Cabrera
- Senecio helichrysoides F.Muell.
- Senecio heliopsis Hilliard & B.L.Burtt
- Senecio helminthioides (Sch.Bip.) Hilliard
- Senecio helodes Benth.
- Senecio × helwingii Beger ex Hegi
- Senecio hemmendorffii Malme
- Senecio × herborgii C.Jeffrey
- Senecio hercynicus Herborg – starzec hercyński
- Senecio hermannii B.Nord.
- Senecio hesperidum Jahand., Maire & Weiller
- Senecio heterodontus Greenm.
- Senecio heteroschizus Baker
- Senecio heterotrichius DC.
- Senecio hewrensis (Dalzell) Hook.f.
- Senecio hickenii Hauman
- Senecio hieracioides DC.
- Senecio hieracium J.Rémy
- Senecio hieronymi Griseb.
- Senecio hilarianus Cabrera
- Senecio hildebrandtii Baker
- Senecio hirsutilobus Hilliard
- Senecio hirsutulus Phil.
- Senecio hirtifolius DC.
- Senecio hirto-crassus Humbert
- Senecio hirtus Cabrera
- Senecio hispidissimus I.Thomps.
- Senecio hispidulus A.Rich.
- Senecio hjertingii Cabrera
- Senecio hochstetteri Sch.Bip. ex A.Rich.
- Senecio hoehnei Cabrera
- Senecio hoggariensis Batt. & Trab.
- Senecio hohenackeri Sch.Bip.
- Senecio hollandii Compton
- Senecio holubii Hutch. & Burtt Davy
- Senecio hooglandii Belcher
- Senecio hortensiae A.M.Teles
- Senecio howeanus Belcher
- Senecio hualtaranensis Peten., Ariza & Del Vitto
- Senecio huaquilicus Cabrera & Zardini
- Senecio huaynaputinaensis Montesinos & Chicalla
- Senecio huitrinicus Cabrera
- Senecio humbertii C.C.Chang
- Senecio humidanus C.Jeffrey
- Senecio humifusus (Hook.f.) Cabrera
- Senecio humilis Desf.
- Senecio humillimus Sch.Bip.
- Senecio hydrophiloides Rydb.
- Senecio hydrophilus Nutt.
- Senecio hyoseridifolius Wedd.
- Senecio hyoseridis (Benth.) L.Salomón & S.E.Freire
- Senecio hypochoerideus DC.
- Senecio hypoleucus F.Muell. ex Benth.
- Senecio hypsiandinus Cuatrec.
- Senecio hypsobates Wedd.
- Senecio icoglossoides Arechav.
- Senecio icoglossus DC.
- Senecio ilicifolius Thunb.
- Senecio iljinii Schischk.
- Senecio illapelinus Phil.
- Senecio illinitus Phil.
- Senecio ilsae A.Santos & Reyes-Bet.
- Senecio immixtus C.Jeffrey
- Senecio inaequidens DC. – starzec nierównozębny
- Senecio incomptus DC.
- Senecio incrassatus Lowe
- Senecio inexpectatus (Cronquist) Al Schneid.
- Senecio infiernillensis Cuatrec.
- Senecio infimus Cabrera
- Senecio infirmus C.Jeffrey
- Senecio ingeliensis Hilliard
- Senecio inghamii Montesinos
- Senecio inornatus DC.
- Senecio integerrimus Nutt.
- Senecio interpositus I.Thomps.
- Senecio intricatus S.Moore
- Senecio invalidus C.Jeffrey
- Senecio iodanthus Greenm.
- Senecio iranicus B.Nord.
- Senecio irgangii Matzenb. & Mondin
- Senecio isabelis S.Díaz
- Senecio isatideus DC.
- Senecio isatidoides E.Phillips & C.A.Sm.
- Senecio iscoensis Hieron.
- Senecio isernii Phil.
- Senecio ishcaivilcanus Cuatrec.
- Senecio jacalensis Greenm.
- Senecio jacksonii S.Moore
- Senecio jacobaeiformis J.Rémy
- Senecio jaffuelii Cabrera
- Senecio jarae Phil.
- Senecio jilesii Cabrera
- Senecio jobii Cabrera
- Senecio joharchii F.Ghahrem., Ezazi, Rahch. & Attar
- Senecio johnstonianus Cabrera
- Senecio jorquerae Phil.
- Senecio josei Sklenář
- Senecio juergensii Mattf.
- Senecio jujuyensis Cabrera
- Senecio julianus Speg.
- Senecio junceus (Less.) Harv.
- Senecio jungei Phil.
- Senecio jungioides Cabrera
- Senecio juniperinus L.f.
- Senecio junodii Hutch. & Burtt Davy
- Senecio kacondensis S.Moore
- Senecio kalambatitrensis Humbert
- Senecio kalingenwae Hilliard & B.L.Burtt
- Senecio karaguensis O.Hoffm.
- Senecio katangensis O.Hoffm.
- Senecio kayomborum Beentje
- Senecio keniophytum R.E.Fr.
- Senecio kenteicus Grubov
- Senecio kerdousianus Gómiz & Llamas
- Senecio kermadecensis Belcher
- Senecio × kerneri Błocki ex Nyman
- Senecio killipii Cabrera
- Senecio kingbishopii Cuatrec.
- Senecio kingii Hook.f.
- Senecio klattii Greenm.
- Senecio kolenatianus C.A.Mey.
- Senecio kongboensis Ludlow
- Senecio kosterae Cabrera
- Senecio kotschyanus Boiss.
- Senecio krapovickasii Cabrera
- Senecio krascheninnikovii Schischk.
- Senecio kuhbieri Cuatrec.
- Senecio kuluensis S.Moore
- Senecio kundaicus C.E.C.Fisch.
- Senecio kundelungensis Lisowski
- Senecio kunturinus Cabrera
- Senecio kuntzeanus Dinter
- Senecio kurzii C.B.Clarke ex Hook.f.
- Senecio laceratus (F.Muell.) Belcher
- Senecio lacustrinus I.Thomps.
- Senecio laetevirens Phil.
- Senecio laevicaulis DC.
- Senecio laevigatus Thunb.
- Senecio laevis Humbert
- Senecio lagascanus DC.
- Senecio lageniformis I.Thomps.
- Senecio lamarckianus Bullock
- Senecio × lamottei Rouy
- Senecio lanceus Aiton
- Senecio lancidentatus Cuatrec.
- Senecio landbeckii Phil.
- Senecio langei Malme
- Senecio lanibracteus I.Thomps.
- Senecio lanifer Mart. ex C.Jeffrey
- Senecio lanosissimus Cabrera
- Senecio larahuinensis H.Beltrán & A.Galán
- Senecio larecajensis Cabrera
- Senecio laricifolius Kunth
- Senecio laseguei Hombr. & Jacquinot ex Decne.
- Senecio lasiocaulon T.M.Barkley
- Senecio lastarrianus J.Rémy
- Senecio latecorymbosus Gilli
- Senecio latibracteatus Humbert
- Senecio laticipes Bruyns
- Senecio latiflorus Wedd.
- Senecio latifolius DC.
- Senecio latissimifolius S.Moore
- Senecio lautus Sol. ex G.Forst.
- Senecio lavandulifolius Wall. ex DC.
- Senecio lawalreeanus Lisowski
- Senecio lawsonii Gamble
- Senecio laxus DC.
- Senecio leandrii Humbert
- Senecio legionensis Lange
- Senecio lejolyanus Lisowski
- Senecio lelyi Hutch.
- Senecio lemmonii A.Gray
- Senecio leptocaulos Phil.
- Senecio leptolobus DC.
- Senecio leptopterus Mesfin
- Senecio leptoschizus Bong.
- Senecio lessingii Harv.
- Senecio letouzeyanus Lisowski
- Senecio leucadendron (G.Forst.) Hemsl.
- Senecio leucanthemifolius Poir.
- Senecio leucanthemoides Cuatrec.
- Senecio leuceria Cabrera
- Senecio leucoglossus F.Muell.
- Senecio leucomallus A.Gray
- Senecio leucopeplus Cabrera
- Senecio leucophorbius Cuatrec.
- Senecio leucophyton Phil.
- Senecio leucostachys Baker
- Senecio leucus Phil.
- Senecio lewallei Lisowski
- Senecio lhasaensis Y.Ling ex Y.L.Chen, S.Yun Liang & K.Y.Pan
- Senecio liangshanensis C.Jeffrey & Y.L.Chen
- Senecio lijiangensis C.Jeffrey & Y.L.Chen
- Senecio lilloi Cabrera
- Senecio linaresensis Soldano
- Senecio linariifolius Poepp. ex DC.
- Senecio linearifolius A.Rich.
- Senecio linearilobus Bong.
- Senecio lineatus DC.
- Senecio lingianus C.Jeffrey & Y.L.Chen
- Senecio linifolius L.
- Senecio lisowskii Long Wang & Beentje
- Senecio lithophilus Greenm.
- Senecio lithostaurus Cabrera
- Senecio litorosus Fourc.
- Senecio littoreus Thunb.
- Senecio lividus L.
- Senecio loayzanus Cabrera
- Senecio lobelioides DC.
- Senecio lombokensis J.Kost.
- Senecio × londinensis Lousley
- Senecio longicollaris I.Thomps.
- Senecio longipilus I.Thomps.
- Senecio longiscapus Bojer ex DC.
- Senecio lopez-guillenii Cabrera
- Senecio lopez-mirandae Cabrera
- Senecio lopezii Boiss.
- Senecio lorentziella Hicken
- Senecio lorentzii Griseb.
- Senecio ludens C.B.Clarke
- Senecio luembensis De Wild. & Muschl.
- Senecio lugens Richardson
- Senecio × lulioi M.G.López & Xifreda
- Senecio lusitanicus (Cout.) Pérez-Romero
- Senecio luzoniensis Merr.
- Senecio lycopodioides Schltr.
- Senecio lydenburgensis Hutch. & Burtt Davy
- Senecio lygodes Hiern
- Senecio lyonii A.Gray ex Lyon
- Senecio lyratus Forssk.
- Senecio mabberleyi C.Jeffrey
- Senecio macedonicus Griseb.
- Senecio macowanii Hilliard
- Senecio macranthus A.Rich.
- Senecio macrocarpus F.Muell. ex Belcher
- Senecio macrocephalus DC.
- Senecio macroglossoides Hilliard
- Senecio macroglossus DC.
- Senecio macrospermus DC.
- Senecio macrotis Baker
- Senecio maculatus Cabrera
- Senecio madagascariensis Poir.
- Senecio madariagae Phil.
- Senecio madidiensis J.Calvo & A.Fuentes
- Senecio madrasensis C.Jeffrey
- Senecio madrensis A.Gray
- Senecio maeviae Cabrera
- Senecio magnificus F.Muell.
- Senecio mahindae G.L.Nesom & Vorobik
- Senecio mairetianus DC.
- Senecio malacitanus Huter
- Senecio malacophyllus Dusén
- Senecio malaissei Lisowski
- Senecio mandrarensis Humbert
- Senecio manguensis Cabrera & Zardini
- Senecio mapuche Cabrera
- Senecio maranguensis O.Hoffm.
- Senecio margaritae C.Jeffrey
- Senecio marginalis Hilliard
- Senecio mariettae Muschl.
- Senecio maritimus L.f.
- Senecio marmorae Moris
- Senecio marnieri Humbert
- Senecio marojejyensis Humbert
- Senecio marotiri C.J.Webb
- Senecio martinensis Dusén
- Senecio martirensis T.M.Barkley
- Senecio massaicus (Maire) Maire
- Senecio mathewsii Wedd.
- Senecio matricariifolius DC.
- Senecio mattfeldianus Cabrera
- Senecio mattirolii Chiov.
- Senecio maulinus Reiche
- Senecio mauricei Hilliard & B.L.Burtt
- Senecio maydae Merxm.
- Senecio mayurii C.E.C.Fisch.
- Senecio mbuluzensis Compton
- Senecio megacephalus Nutt.
- Senecio megaglossus F.Muell.
- Senecio megalanthus Y.L.Chen
- Senecio megaoreinus Zardini
- Senecio melanandrus (Wedd.) J.Calvo, A.Granda & V.A.Funk
- Senecio melanocalyx Cuatrec.
- Senecio melanolepis DC.
- Senecio melanopotamicus Cabrera
- Senecio melastomifolius Baker
- Senecio menesesiae J.Calvo
- Senecio mesembryanthemoides Bojer ex DC.
- Senecio mesembrynus Cabrera
- Senecio mesogrammoides O.Hoffm.
- Senecio meuselii Rauh
- Senecio meyeri-johannis Engl.
- Senecio microalatus C.Jeffrey
- Senecio microbasis I.Thomps.
- Senecio microglossus DC.
- Senecio microphyllus Phil.
- Senecio micropifolius DC.
- Senecio microspermus DC.
- Senecio microtis Phil.
- Senecio mimetes Hutch. & R.A.Dyer
- Senecio minesinus Cuatrec.
- Senecio minimus Poir.
- Senecio minutifolius Phil.
- Senecio mirus Klatt
- Senecio miser Hook.f.
- Senecio mishmi C.B.Clarke
- Senecio mitonis Cuatrec.
- Senecio mitophyllus C.Jeffrey
- Senecio mlilwanensis Compton
- Senecio modestus Wedd.
- Senecio mohavensis A.Gray
- Senecio mohinorensis Greenm.
- Senecio molinae Phil.
- Senecio montevidensis (Spreng.) Baker
- Senecio monticola DC.
- Senecio monttianus J.Rémy
- Senecio mooreanus Hutch. & Burtt Davy
- Senecio moorei R.E.Fr.
- Senecio mooreioides C.Jeffrey
- Senecio moqueguensis Montesinos
- Senecio morisii J.Calvo & Bacch.
- Senecio morotonensis C.Jeffrey
- Senecio mucronatus Willd.
- Senecio mulgediifolius S.Schauer
- Senecio muliensis C.Jeffrey & Y.L.Chen
- Senecio multibracteatus Harv.
- Senecio multicaulis A.Rich.
- Senecio multiceps N.P.Balakr.
- Senecio multidentatus Sch.Bip. ex Hemsl.
- Senecio multidenticulatus Humbert
- Senecio multilobus C.C.Chang
- Senecio munnozii Cabrera
- Senecio muricatus Thunb.
- Senecio murinus Phil.
- Senecio murorum J.Rémy
- Senecio murrayanus Wawra
- Senecio mustersii Speg.
- Senecio myriocephalus Sch.Bip. ex A.Rich.
- Senecio myriophyllus Phil.
- Senecio namnaoensis H.Koyama
- Senecio nanus Sch.Bip. ex A.Rich.
- Senecio napifolius MacOwan
- Senecio narinyonis Cuatrec.
- Senecio natalicola Hilliard
- Senecio navicularis Humbert
- Senecio navugabensis C.Jeffrey
- Senecio neaei DC.
- Senecio × neapolitanus Evers
- Senecio neelgherryanus DC.
- Senecio nemiae Adr.Bartoli, Tortosa & S.E.Freire
- Senecio nemoralis Dusén
- Senecio nemorensis L. – starzec gajowy
- Senecio neobakeri Humbert
- Senecio neoglandulosus Cuatrec.
- Senecio neoviscidulus Soldano
- Senecio neoviscosus Cuatrec.
- Senecio neowebsteri S.F.Blake
- Senecio nevadensis Boiss. & Reut.
- Senecio ngandae Beentje
- Senecio ngoyanus Hilliard
- Senecio niederleinii Cabrera
- Senecio nigrapicus I.Thomps.
- Senecio nigrescens Hook. & Arn.
- Senecio nigrocinctus Franch.
- Senecio niveoaureus Cuatrec.
- Senecio niveoplanus I.Thomps.
- Senecio nodiflorus C.C.Chang
- Senecio nublensis Soldano
- Senecio nuraniae Roldugin
- Senecio nutans Sch.Bip.
- Senecio nyangani Beentje
- Senecio nyungwensis P.Maquet
- Senecio obesus Klatt
- Senecio obtectus Kuntze
- Senecio ochoanus Cuatrec.
- Senecio ochrocarpus Oliv. & Hiern
- Senecio octolepis Griseb.
- Senecio octophyllus Sch.Bip. & Rusby
- Senecio odonellii Cabrera
- Senecio odontophyllus C.Jeffrey
- Senecio odontopterus DC.
- Senecio odoratus Hornem.
- Senecio oederifolius DC.
- Senecio oerstedianus Benth.
- Senecio oflasii Yıld. & Kılıç
- Senecio oldfieldii I.Thomps.
- Senecio oleosus Vell.
- Senecio olgae Regel & Schmalh.
- Senecio oligoleucus Baker
- Senecio oligophyllus Baker
- Senecio olivaceobracteatus Ricardi & Martic.
- Senecio olympicus Boiss.
- Senecio oophyllus C.Jeffrey
- Senecio × orarius J.M.Black
- Senecio oreinus Cabrera
- Senecio oreophyton J.Rémy
- Senecio orizabensis Sch.Bip. ex Hemsl.
- Senecio ornatus S.Moore
- Senecio oryzetorum Diels
- Senecio ostenii Mattf.
- Senecio otaeguianus Phil.
- Senecio othonniflorus DC.
- Senecio otites Kunze ex DC.
- Senecio otopterus Griseb.
- Senecio otuscensis Cabrera
- Senecio ovatus (G.Gaertn., B.Mey. & Scherb.) Willd. – starzec jajowaty
- Senecio oxyodontus DC.
- Senecio oxyphyllus DC.
- Senecio oxyriifolius DC.
- Senecio × oyensis Hepp
- Senecio ozolotepecanus B.L.Turner
- Senecio paarlensis DC.
- Senecio pachyphyllos J.Rémy
- Senecio pachyrhizus O.Hoffm.
- Senecio paludaffinis Hilliard
- Senecio pampeanus Cabrera
- Senecio panduratus Less.
- Senecio panduriformis Hilliard
- Senecio paniculatus P.J.Bergius
- Senecio pappii Ricardi & Martic.
- Senecio papuanus (Lauterb.) Belcher
- Senecio paraguariensis Mattf.
- Senecio parascitus Hilliard
- Senecio parentalis Hilliard & B.L.Burtt
- Senecio parodii Cabrera
- Senecio parryi A.Gray
- Senecio parvifolius DC.
- Senecio parvocapitatus Cabrera
- Senecio pascoensis Cabrera
- Senecio pascuiandinus Cuatrec.
- Senecio patagonicus Hook. & Arn.
- Senecio patersonianus R.M.Burton
- Senecio pattersonensis Hoover
- Senecio pattersonii B.L.Turner
- Senecio paucicalyculatus Klatt
- Senecio paucidentatus DC.
- Senecio pauciflosculosus C.Jeffrey
- Senecio paucijugus Baker
- Senecio pauciradiatus Belcher
- Senecio paulensis Bong.
- Senecio paulsenii O.Hoffm.
- Senecio pearsonii Hutch.
- Senecio peguanus DC.
- Senecio pellitus A.Gray
- Senecio pellucidus DC.
- Senecio pelolepis I.M.Johnst.
- Senecio pelquensis Dusén
- Senecio peltophorus Brenan
- Senecio pemehuensis Soldano
- Senecio peninsularis Vasey & Rose
- Senecio penninervius DC.
- Senecio pensilis Greenm.
- Senecio pentactinus Klatt
- Senecio pentaphyllus Phil.
- Senecio pentapterus Cabrera
- Senecio pentecostus Hiern
- Senecio pentlandianus DC.
- Senecio perezii Cabrera
- Senecio perralderianus Coss.
- Senecio perrieri Humbert
- Senecio perrottetii DC.
- Senecio persicifolius L.
- Senecio peruensis Cuatrec.
- Senecio peteroanus Phil.
- Senecio petiolaris DC.
- Senecio petraeus Boiss. & Reut.
- Senecio phalacrolaenus DC.
- Senecio phelleus I.Thomps.
- Senecio philippicus Regel & Körn.
- Senecio philippii Sch.Bip. ex Wedd.
- Senecio phlomidifolius H.Beltrán
- Senecio phylicifolius Poepp. ex DC.
- Senecio pichineuquensis Tortosa & Adr.Bartoli
- Senecio pickeringii A.Gray
- Senecio picridioides (Turcz.) M.E.Lawr.
- Senecio picridis S.Schauer
- Senecio piedrahitae J.Calvo & F.Ávila
- Senecio pillansii Levyns
- Senecio pilquensis H.Buek
- Senecio pinacatensis Felger
- Senecio pinachensis Cabrera
- Senecio pinguiculus Pomel
- Senecio pinnatifidus Less.
- Senecio pinnatifolius A.Rich.
- Senecio pinnatilobatus Sch.Bip.
- Senecio pinnatipartitus Sch.Bip. ex Oliv.
- Senecio pinnatus Poir.
- Senecio pinnulatus Thunb.
- Senecio piptocoma O.Hoffm.
- Senecio pirottae Chiov.
- Senecio pissisi Phil.
- Senecio piurensis Sagást. & Zardini
- Senecio planiflorus Kunze ex Cabrera
- Senecio plantagineoides C.Jeffrey
- Senecio platensis Arechav.
- Senecio platylepis DC.
- Senecio platypus Greenm.
- Senecio pleistophyllus C.Jeffrey
- Senecio poggeanus Mattf.
- Senecio pogonias Cabrera
- Senecio polelensis Hilliard
- Senecio polyadenus Hedberg
- Senecio polyanthemoides Sch.Bip.
- Senecio polygaloides Phil.
- Senecio polyodon DC.
- Senecio polyphyllus Kunze ex DC.
- Senecio polypodioides (Greene) T.Durand & B.D.Jacks.
- Senecio pongoensis Cuatrec.
- Senecio portalesianus J.Rémy
- Senecio portulacoides J.Rémy
- Senecio poseideonis Hilliard & B.L.Burtt
- Senecio potosianus Klatt
- Senecio powellii B.L.Turner
- Senecio praeruptorum Sch.Bip.
- Senecio praeteritus Killick
- Senecio prenanthifolius Phil.
- Senecio prenanthoides A.Rich.
- Senecio prionopterus B.L.Rob. & Greenm.
- Senecio procumbens Kunth
- Senecio productus I.Thomps.
- Senecio promatensis Matzenb.
- Senecio propinquus Schischk.
- Senecio propior S.Moore
- Senecio prostratus Klatt
- Senecio proteus J.Rémy
- Senecio provincialis Druce
- Senecio pseud-otites Griseb.
- Senecio pseudalmeidae Cabrera
- Senecio pseudaspericaulis Cabrera
- Senecio pseuderucoides Cabrera
- Senecio pseudodensiserratus T.J.Tong, M.Tang, C.Ren & Q.E.Yang
- Senecio pseudodepressus L.Salomón & S.E.Freire
- Senecio pseudoformosus Cuatrec.
- Senecio pseudolongifolius Sch.Bip. ex J.Calvo
- Senecio pseudomairei H.Lév.
- Senecio pseudoorientalis Schischk.
- Senecio pseudopicridis T.M.Barkley
- Senecio pseudostigophlebius Cabrera
- Senecio pseudosubsessilis C.Jeffrey
- Senecio psilocarpus Belcher & Albr.
- Senecio psilophyllus I.Thomps.
- Senecio ptarmicifolius Bory
- Senecio pteridophyllus Franch.
- Senecio pterophorus DC.
- Senecio puberulus DC.
- Senecio pubescens Phil.
- Senecio pubigerus L.
- Senecio puchei Phil.
- Senecio pudicus Greene
- Senecio pulcher Hook. & Arn.
- Senecio pulicarioides Baker
- Senecio pumilus Tortosa & Bartoli
- Senecio puna-sessilis Cuatrec.
- Senecio punae Cabrera
- Senecio purpureus L.
- Senecio purtschelleri Engl.
- Senecio pycnanthus Phil.
- Senecio pygmaeus DC.
- Senecio pygmophyllus (S.F.Blake) J.Calvo, A.Granda & V.A.Funk
- Senecio pyrenaicus L.
- Senecio pyrenophilus Cuatrec.
- Senecio pyrophilus Zoll. & Moritzi
- Senecio qathlambanus Hilliard
- Senecio quadridentatus Labill.
- Senecio quartziticola Humbert
- Senecio quaylei T.M.Barkley
- Senecio queenslandicus I.Thomps.
- Senecio quinquelepis Hieron. ex Cabrera
- Senecio quinqueligulatus C.Winkl.
- Senecio quinquelobus (Thunb.) DC.
- Senecio quinquenervius Sond.
- Senecio quinqueradiatus Boiss. ex DC.
- Senecio radiatus Cuatrec.
- Senecio radiolatus F.Muell.
- Senecio ragazzii Chiov.
- Senecio ragonesei Cabrera
- Senecio rahmeri Phil.
- Senecio ramboanus Cabrera
- Senecio ramentaceus Baker
- Senecio ramosissimus DC.
- Senecio ramosus Wall.
- Senecio randii S.Moore
- Senecio rapifolius Nutt.
- Senecio rauchii Matzenb.
- Senecio rauhii Cuatrec.
- Senecio rauranus Cuatrec.
- Senecio reedii Phil.
- Senecio regis H.Rob.
- Senecio rehmannii Bolus
- Senecio reicheanus Cabrera
- Senecio reitzianus Cabrera
- Senecio renjifoanus Phil.
- Senecio repandus Thunb.
- Senecio repangae de Lange & B.G.Murray
- Senecio repollensis Cabrera
- Senecio reptans Turcz.
- Senecio resectus Bojer ex DC.
- Senecio retanensis Cabrera
- Senecio retortus Benth.
- Senecio retrorsus DC.
- Senecio rhammatophyllus Mattf.
- Senecio rhizocephalus Turcz.
- Senecio rhizomatus Rusby
- Senecio rhomboideus Harv.
- Senecio rhyacophilus Greenm.
- Senecio rhyncholaenus DC.
- Senecio ricardii Martic. & Quezada
- Senecio richardsonii B.L.Turner
- Senecio richii A.Gray
- Senecio riddellii Torr. & A.Gray
- Senecio rigidus L.
- Senecio riograndensis Matzenb.
- Senecio riojanus Cabrera
- Senecio riomayensis B.L.Turner
- Senecio riskindii B.L.Turner & T.M.Barkley
- Senecio ritoveganus B.L.Turner
- Senecio robertiifolius DC.
- Senecio rodolfoi X.Wu
- Senecio romeroi Cuatrec.
- Senecio rorippifolius Cabrera
- Senecio roseiflorus R.E.Fr.
- Senecio roseoandinus Montesinos & R.Zárate
- Senecio roseus Sch.Bip.
- Senecio rosinae Gamisans
- Senecio rosmarinifolius L.f.
- Senecio rosmarinus Phil.
- Senecio rossianus Mattf.
- Senecio royleanus DC.
- Senecio rubrilacunae Cuatrec.
- Senecio rudbeckiifolius Meyen & Walp.
- Senecio rufiglandulosus Colenso
- Senecio rugegensis Muschl.
- Senecio ruiz-lealii Cabrera
- Senecio runcinifolius J.H.Willis
- Senecio ruthenensis Maz. & Timb.-Lagr.
- Senecio ruwenzoriensis S.Moore
- Senecio sabinjoensis Muschl.
- Senecio saboureaui Humbert
- Senecio sacramentanus Wooton & Standl.
- Senecio sakalavorum Humbert
- Senecio sakamaliensis (Humbert) Humbert
- Senecio salsuginea H.Duman & Vural
- Senecio saltensis Hook. & Arn.
- Senecio sanagastae Cabrera
- Senecio sandersianus B.L.Turner
- Senecio sandersii B.L.Turner
- Senecio sandersonii Harv.
- Senecio sandwithii Cabrera
- Senecio sangayensis D.L.A.Vásquez & J.Calvo
- Senecio saniensis Hilliard & B.L.Burtt
- Senecio santanderensis Cuatrec.
- Senecio santelicis Phil.
- Senecio santiagoensis Kuntze
- Senecio saposhnikovii Krasch. & N.Schipcz.
- Senecio sarracenicus L.
- Senecio satipoensis Cuatrec.
- Senecio saucensis Cabrera
- Senecio × saundersii W.Sauer & E.Beck
- Senecio saussureoides Hand.-Mazz.
- Senecio saxicola Wedd.
- Senecio saxipunae Cuatrec.
- Senecio scaberulus (Hook.f.) D.G.Drury
- Senecio scabrellus I.Thomps.
- Senecio scandens Buch.-Ham. ex D.Don
- Senecio scapiodes Aguilar-Cano & D.J.N.Hind
- Senecio schimperi Sch.Bip. ex Hochst.
- Senecio schonemanni Phil.
- Senecio schultzii Hochst. ex A.Rich.
- Senecio schweinfurthii O.Hoffm.
- Senecio schyzotus (Cabrera) Iamonico
- Senecio scitus Hutch. & Burtt Davy
- Senecio scoparius Harv.
- Senecio scopolii Hoppe & Hornsch. ex Bluff & Fingerh.
- Senecio scopulorum Poepp.
- Senecio scorzonella Greene
- Senecio scorzonerifolius Meyen & Walp.
- Senecio scrobicarioides DC.
- Senecio sectilis Griseb.
- Senecio segethi Phil.
- Senecio selloi DC.
- Senecio semiamplexifolius De Wild.
- Senecio seminiveus J.M.Wood & M.S.Evans
- Senecio sennikovii Kottaim.
- Senecio sepium Sch.Bip. & Rusby
- Senecio sericeonitens Speg.
- Senecio serpentinicola Jeanm.
- Senecio serra Hook.
- Senecio serratiformis I.Thomps.
- Senecio serratuloides DC.
- Senecio serrulatus DC.
- Senecio serrurioides Turcz.
- Senecio shabensis Lisowski
- Senecio sheldonensis A.E.Porsild
- Senecio silphioides Hieron.
- Senecio simplicissimus Bojer ex DC.
- Senecio sinapoides Rusby
- Senecio sinuatilobus DC.
- Senecio sipoccruncus Cabrera
- Senecio sisymbriifolius DC.
- Senecio skirrhodon DC.
- Senecio skottsbergii Cabrera
- Senecio × slovacus Hodálová
- Senecio smithianus Cabrera
- Senecio smithii DC.
- Senecio smithioides Cabrera
- Senecio snowdenii Hutch.
- Senecio sociorum Bolus
- Senecio socompae Cabrera
- Senecio solandri Allan
- Senecio soldanella A.Gray
- Senecio sophioides DC.
- Senecio sorianoi Cabrera
- Senecio sororius C.Jeffrey
- Senecio sotikensis S.Moore
- Senecio soukupii Cuatrec.
- Senecio spanomerus I.Thomps.
- Senecio spartareus S.Moore
- Senecio spartioides Torr. & A.Gray
- Senecio spathiphyllus Franch.
- Senecio spathulatus A.Rich.
- Senecio speciosissimus J.C.Manning & Goldblatt
- Senecio speciosus Willd.
- Senecio spegazzinii Cabrera
- Senecio sphaerocephalus Greene
- Senecio spinosus DC.
- Senecio spiraeifolius Thunb.
- Senecio spribillei W.A.Weber
- Senecio squalidus L.
- Senecio squarrosus A.Rich.
- Senecio stauntonii DC.
- Senecio stella-purpurea V.R.Clark, J.D.Vidal & N.P.Barker
- Senecio steparius Cabrera
- Senecio sterquilinus Ornduff
- Senecio steudelii Sch.Bip. ex A.Rich.
- Senecio stigophlebius Baker
- Senecio stoechadiformis DC.
- Senecio stokesii F.Br.
- Senecio striatifolius DC.
- Senecio strictifolius Hiern
- Senecio subarnicoides Cabrera
- Senecio subauriculatus Greenm.
- Senecio subauritus Phil.
- Senecio subcanescens (DC.) Compton
- Senecio subcoriaceus Schltr.
- Senecio subculcitioides Cuatrec.
- Senecio subdentatus Ledeb.
- Senecio subdiscoideus Sch.Bip.
- Senecio subfractiflexus C.Jeffrey
- Senecio sublutescens Cuatrec.
- Senecio submontanus Hilliard & B.L.Burtt
- Senecio × subnebrodensis Simonk.
- Senecio subnivalis Ajani, Noroozi & B.Nord.
- Senecio subpanduratus O.Hoffm.
- Senecio subpubescens Cabrera
- Senecio subrubriflorus O.Hoffm.
- Senecio subruncinatus Greenm.
- Senecio subsessilis Oliv. & Hiern
- Senecio subsinuatus DC.
- Senecio subulatus D.Don ex Hook. & Arn.
- Senecio subumbellatus Phil.
- Senecio sulinicus Cabrera
- Senecio sumarae Deflers
- Senecio sumatranus Martelli
- Senecio sundti Phil.
- Senecio superparamensis Sklenář
- Senecio supremus Cuatrec.
- Senecio sylvaticus L. – starzec leśny
- Senecio syringifolius O.Hoffm.
- Senecio szyszylowiczii Hieron.
- Senecio tabulicola Baker
- Senecio tacorensis Cabrera
- Senecio tacuaremboensis Arechav.
- Senecio talquinus Phil.
- Senecio tamoides DC.
- Senecio tanacetopsis Hilliard
- Senecio tandilensis Cabrera
- Senecio taraxacoides Greene
- Senecio tarijensis Cabrera
- Senecio tasmanicus I.Thomps.
- Senecio tauricola V.A.Matthews
- Senecio tehuelches (Speg.) Cabrera
- Senecio teixeirae Torre
- Senecio telekii O.Hoffm.
- Senecio telmateius Hilliard
- Senecio × telonensis Albert
- Senecio tenellus DC.
- Senecio teneriffae Sch.Bip. ex Bolle
- Senecio tenuicaulis Sch.Bip. ex Klatt
- Senecio tenuiflorus (DC.) Sch.Bip.
- Senecio tenuifolius Burm.f.
- Senecio tenuisagittatus Cuatrec.
- Senecio tephrosioides Turcz.
- Senecio tergolanatus Cuatrec.
- Senecio tergopurpureus Cuatrec.
- Senecio tetrandrus
- Senecio thamathuensis Hilliard
- Senecio thapsoides DC.
- Senecio theresiae Hoffm.
- Senecio thianschanicus Regel & Schmalh.
- Senecio thunbergii Harv.
- Senecio ticsanicus Montesinos & Trinidad
- Senecio tilcarensis Cabrera
- Senecio timidus Cuatrec.
- Senecio tinctolobus I.M.Johnst.
- Senecio tocomarensis Cabrera & Zardini
- Senecio toconaoensis J.Calvo& A.Moreira
- Senecio toroanus Cabrera
- Senecio torrehuasensis Cuatrec.
- Senecio torticaulis Merxm.
- Senecio tortuosus DC.
- Senecio townsendii Greenm.
- Senecio trachylaenus Harv.
- Senecio trachyphyllus Schltr.
- Senecio trafulensis Cabrera
- Senecio transiens (Rouy) Jeanm.
- Senecio transmarinus S.Moore
- Senecio triactinus S.Moore
- Senecio triangularis Hook.
- Senecio tricephalus Kuntze
- Senecio trichocaulon Baker
- Senecio trichocodon Baker
- Senecio tricuspidatus Hook. & Arn.
- Senecio tricuspis Franch.
- Senecio trifidus Hook. & Arn.
- Senecio trifurcatus (G.Forst.) Less.
- Senecio trifurcifolius Hieron.
- Senecio trilobus L.
- Senecio triodon Phil.
- Senecio triodontiphyllus C.Jeffrey
- Senecio tripinnatifidus Reiche
- Senecio triplinervius DC.
- Senecio triqueter Less.
- Senecio tristis Phil.
- Senecio troncosii Phil.
- Senecio tsaratananensis Humbert
- Senecio tschabanicus K.Koch
- Senecio tuberculatus Ali
- Senecio tubicapillosus Cuatrec.
- Senecio tucumanensis Cabrera
- Senecio tugelensis J.M.Wood & M.S.Evans
- Senecio tweediei Hook. & Arn.
- Senecio tysonii MacOwan
- Senecio ulopterus Thell.
- Senecio umbellatus L.
- Senecio umbricola Cron & B.Nord.
- Senecio umbrosus Waldst. & Kit. – starzec cienisty
- Senecio umgeniensis Thell.
- Senecio unionis Sch.Bip. ex A.Rich.
- Senecio urophyllus Conrath
- Senecio urundensis S.Moore
- Senecio uspallatensis Hook. & Arn.
- Senecio × vaccarii Fiori
- Senecio vaginatus Hook. & Arn.
- Senecio vagus F.Muell.
- Senecio vaingaindrani Scott Elliot
- Senecio variabilis Sch.Bip.
- Senecio varicosus L.f.
- Senecio varvarcensis Cabrera
- Senecio vegetus (Wedd.) Cabrera
- Senecio venosus Harv.
- Senecio ventanensis Cabrera
- Senecio verbascifolius Burm.f.
- Senecio vernalis Waldst. & Kit. – starzec wiosenny
- Senecio vernus Biv.
- Senecio vervoorstii Cabrera
- Senecio vestitus P.J.Bergius
- Senecio vicinus S.Moore
- Senecio viejoanus B.L.Turner
- Senecio villifructus Hilliard
- Senecio vimineus DC.
- Senecio violifolius Cabrera
- Senecio vira-vira Hieron.
- Senecio virens Phil.
- Senecio viridilacus Cabrera
- Senecio viridis Phil.
- Senecio × viscidulus Scheele
- Senecio viscosissimus Colla
- Senecio viscosus L. – starzec lepki
- Senecio vitellinoides Merxm.
- Senecio vittarifolius Bojer ex DC.
- Senecio voigtii van Jaarsv.
- Senecio volcanicola C.Jeffrey
- Senecio volckmannii Phil.
- Senecio vulcanicus Boiss.
- Senecio vulgaris L. – starzec zwyczajny
- Senecio vulneraria DC.
- Senecio wairauensis Belcher
- Senecio warnockii Shinners
- Senecio warrenensis I.Thomps.
- Senecio warszewiczii A.Braun & C.D.Bouché
- Senecio waterbergensis S.Moore
- Senecio weberbaueri Cuatrec.
- Senecio websteri Hook.f.
- Senecio wedglacialis Cuatrec.
- Senecio werdermannii Greenm.
- Senecio westermanii Dusén
- Senecio wightii (DC.) Benth. ex C.B.Clarke
- Senecio windhoekensis Merxm.
- Senecio wittebergensis Compton
- Senecio woodii J.Calvo
- Senecio woodsonianus Cuatrec.
- Senecio wootonii Greene
- Senecio xenostylus O.Hoffm.
- Senecio xerophilus Phil.
- Senecio yalae Cabrera
- Senecio yungningensis Hand.-Mazz.
- Senecio yunguyensis Cuatrec.
- Senecio yurensis Rusby
- Senecio zapahuirensis Martic. & Quezada
- Senecio zapalae Cabrera
- Senecio zeylanicus DC.
- Senecio zosterifolius Hook. & Arn.